# Figueres

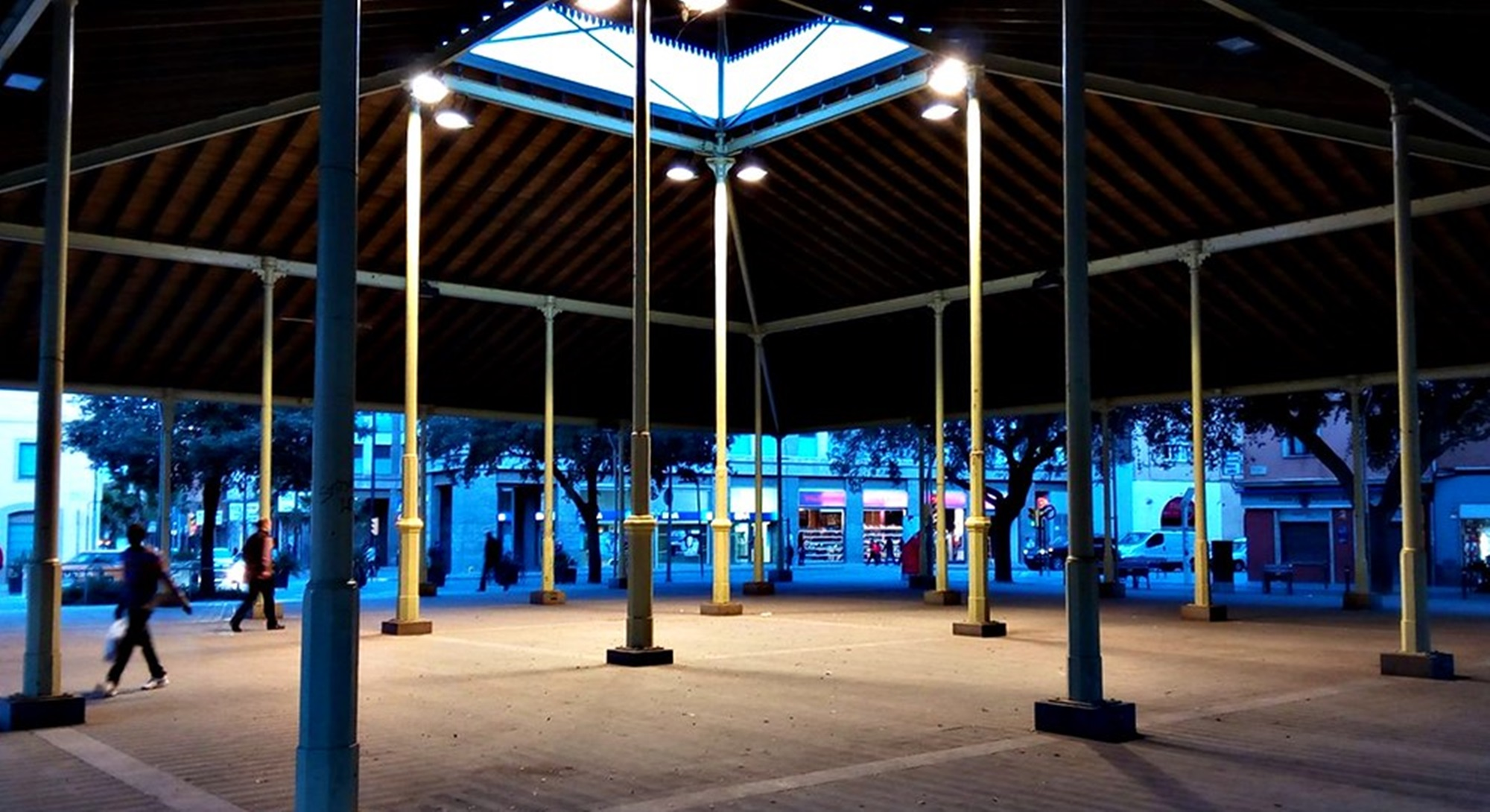
La plaça del mercat de Figueres

Figueres és una ciutat de Catalunya, capital de la comarca de l'Alt Empordà i cap del partit judicial de Figueres. És el principal nucli urbà i el pol econòmic i comercial de l'Empordà.

## Medi físic
- Llista de topònims de Figueres (Orografia: muntanyes, serres, collades, indrets..; hidrografia: rius, fonts...; edificis: cases, masies, esglésies, etc).

Està situada en el centre de la plana empordanesa, a 39 metres sobre el nivell del mar, a l'extrem nord-oriental de Catalunya. Als seus peus corre el torrent de Galligans, que aporta al Manol aigua plujana de les comes de ponent. El Puig de les Basses amb 136 metres com a punt més elevat.

## Clima
Característica fonamental de Figueres és la tramuntana, vent sec i fred del nord que bufa indistintament a totes les estacions però que a l'hivern pot arribar a condicionar la vida quotidiana: efecte de reforç de la sensació tèrmica de fred pel vent fort. Així, durant l'onada de fred del febrer de 2012 es va arribar a registres percebuts de -22 º a causa de la coincidència de temperatures inferiors als -5 º amb vents sostinguts de 50 km/h amb ratxes de més de 100 km/h.
La tramuntana és d'altra banda causant de l'ombra pluviomètrica que afecta la plana de l'Empordà. De manera que al sud a la comarca del Gironès, se superen els 800 mm. anuals, a l'est, a la Garrotxa els 1000 mm. i al nord, a les muntanyes de l'Albera i cap a la banda de La Vajol, els 1200 mm. A Figueres i rodalia cauen al voltant dels 500 mm. com demostren les sèries de dades del període 1971-2000.
La tramuntana es presenta amb particular incidència entre el novembre, el març i a l'estiu, particularment al juny, pot comportar-se com un vent sec i caldejat de característiques Fohn. Aquesta tramuntana, coneguda com a Tramuntana calenta o Tramuntana de Sant Joan, ha contribuït en episodis d'incendis forestals que han assolat les Garrigues d'Empordà, l'Albera i el massís del Cap de Creus a la dècada dels 80.
La temperatura màxima absoluta registrada a la ciutat va ser de 45,3 °C al 18 de juliol de 2023 i la mínima absoluta els -16 °C de l'11 de febrer del 1956. A l'estiu són freqüents les tempestes que des del Pirineu Oriental, s'acosten a la costa a la tarda, tot i que ràpidament, la tramuntana les tira cap al mar. La precipitació màxima en 24 hores van ser els 223 mm. recollits el 16 de setembre de 1974. Aquestes precipitacions de gran intensitat horària i diària són causants d'inundacions de trista memòria en la zona compresa entre els rius Manol, Muga i Llobregat d'Empordà.
Figueres es troba geogràficament en el punt per on entren a la península Ibèrica les grans onades de fred siberianes o simplement d'origen europeu, donant-se una mitjana de tres dies de nevada anuals que, en episodis de tramuntana negra (tramuntana que es dona amb temps pertorbat) han donat lloc a grans nevades de 1944 (mig metre de neu), 1954, 1956, 1962, 1963, 1970, gener de 1985, gener de 1986, febrer del 87, gener del 92, desembre del 97, març del 93, gener del 2000, desembre del 2001 i la tempesta de neu de març del 2010 que va causar col·lapse de la xarxa elèctrica de la comarca a causa de la combinació de la neu humida amb les congestes ocasionades per la tramuntana.

## Història

### Època antiga
Cap al 600 a C hi hauria en el turó de la Muntanyeta (on actualment es troba la Fortalesa de Sant Ferran) un primitiu assentament ibèric de la tribu dels indicetes. En aquella època bona part de la plana altempordanesa estava inundada per aiguamolls i grans extensions de joncs. Els habitants de la comarca vivien en els petits pujols o a les zones més elevades lliures de les aigües estancades. D'aquesta època anterior a la presència romana podem destacar una troballa ceràmica realitzada a finals del segle xix que rep el nom de vas de l'Aigüeta (correspon al segle V a C i es troba en el Museu Arqueològic de Barcelona).
Els romans (que van desembarcar a la ciutat grega d'Empòrion el 218 aC) cap al 195-194 a C van crear un petit nucli de població, a la zona baixa de l'actual terme municipal (zona del carrer Tapis i l'Aigüeta), que va rebre el nom de Joncària, ja que hi havia molts joncs en aquell terreny. Aquesta petita població va anar guanyant importància, ja que era una de les parades de la important calçada romana, primer de l'anomenada via Domícia i, després, de la via Augusta (s'han trobat restes d'una mansió romana a la zona de l'Aigüeta). Aquesta parada de la via romana es trobava a una jornada a peu del Pertús (XVI miliaris) i a una altra jornada de Girona (XVIII miliaris). Una resta d'aquest poblat romà de Joncària el tindríem en una estela funerària que es troba al Museu de l'Empordà de Figueres. Els romans segurament van obligar els indicetes que havien viscut en el turó de la Muntanyeta a baixa a la zona plana propera a la via romana i la seva mansió i, així, a poc a poc es va crear a la zona, primer, dos poblats (un ibèric i un altre romà) i, posteriorment, un sol assentament cada vegada més romanitzat.
A partir de l'any 258, a causa d'un caos administratiu dins els territoris de l'Imperi Romà, es va produir la invasió del poble germànic dels francs que va destruir i saquejar tot el que van trobar durant 12 anys; durant aquest període els bàrbars germànics haurien acabat amb la petita població de Joncària, deixant-la reduïda a un pilot de runes i cendres (que haurien donat el nom de Cendrassos a les restes d'aquest l'establiment romà). A partir d'aquest fet desapareix el nom de Joncària.
Però, un cop va passar el perill, la població hispanoromana va refer un nucli de població en aquella zona de la via Augusta; així es van refer les cases amb parets i tàpies de fang, que segurament van afavorir que el poblet rebés el nom de Tapioles. D'aquesta població es va localitzar el seu cementiri, en unes excavacions a finals del segle xix, a la zona actual del barri del Cendrassos; on es van localitzar diversos tipus de tombes (algunes amb sarcòfags de marbre, d'altres amb sepulcres de pedra, i la resta amb teules o simplement amb terra). També es van trobar en aquesta necròpolis monedes romanes que van ser datades de la segona meitat del segle iv. El poblet de Tapioles va sobreviure (segons l'opinió dels historiadors locals) fins a l'arribada dels visigots en el segle v, com a mínim, o fins a l'arribada dels sarraïns, a principis del segle viii.

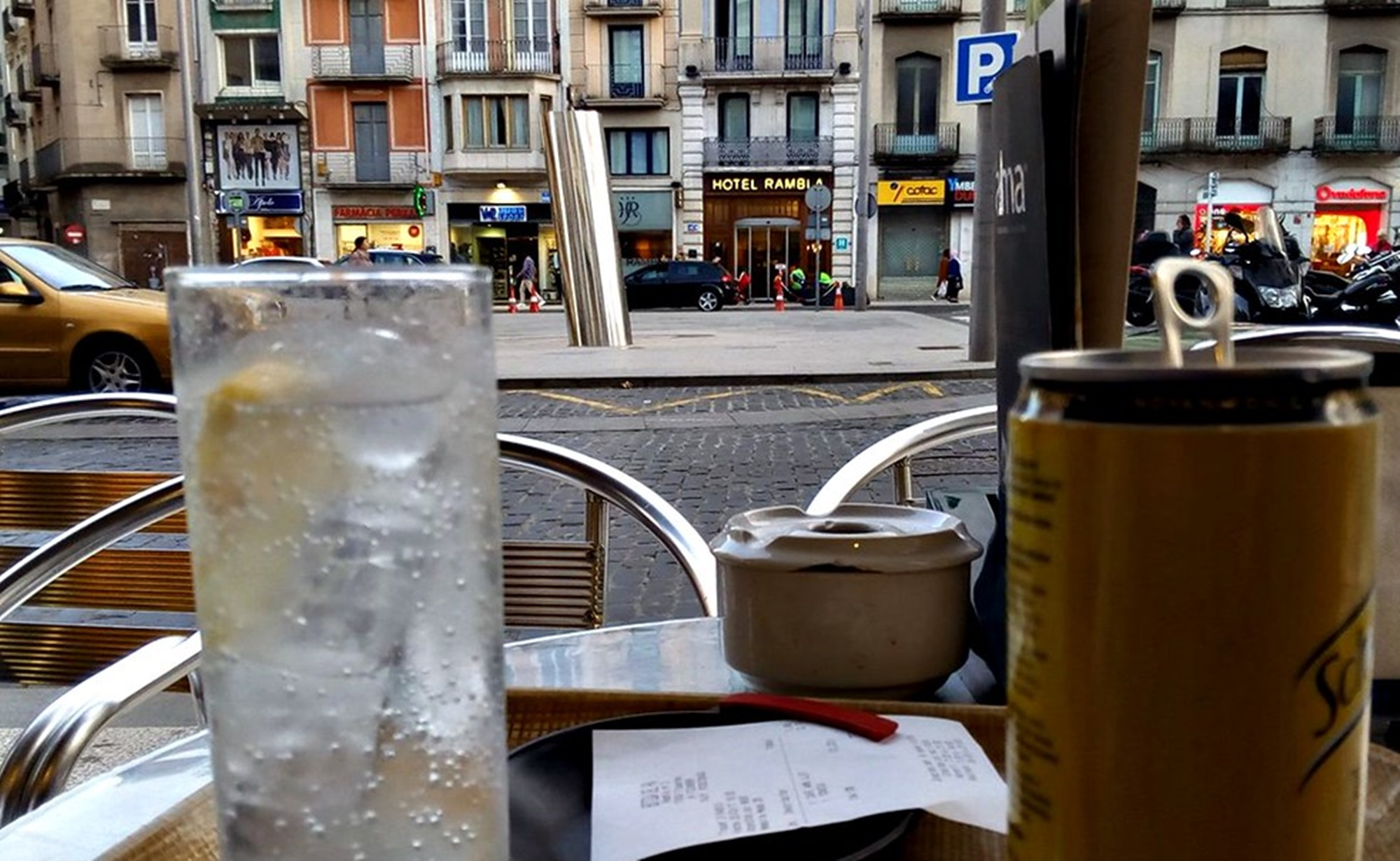
Veure l'ambient de Figueres a la Rambla

### Figueres medieval
La invasió i conquesta de la península Ibèrica, que es va iniciar l'any 711, va arribar a l'Alt Empordà cap al 712. Les tropes sarraïnes haurien arribat de forma violenta a aquestes contrades i això hauria produït que bona part de la població de la comarca es refugiés en els boscos de les Alberes i de les Salines (zona pirinenca de l'Empordà) o fugís a les veïnes terres del Rosselló. Cap al 785 (que és l'any en què Girona es va lliurar a Carlemany) tot l'Alt Empordà ja seria territori franc i estaria lliure de musulmans.
L'any 802 trobem per primera vegada en una inscripció el nom de "villa Ficerias" i el 962 apareix en un altre document el nom de "Figariae". L'opinió majoritària està a favor que el mot d'origen llatí "Ficarias" tindria la traducció de Figueres (per tant indica el nom dels arbres que produeixen les figues). L'any 1020 trobem ja documentada l'església parroquial de Sant Pere de Figueres ("Sancti Petri de Figarias"). Fins a la segona meitat del segle xiii Figueres era un poblet d'uns 20 focs (entre 80 i 100 habitants) que havia crescut al voltant de l'església parroquial i es trobava en un petit turonet de només 39 metres d'altitud (a la zona de l'actual plaça de l'Església). Fins al 1111 aquest poblet va pertànyer al comtat de Besalú (era una de les parts més oriental d'aquest territori) i a partir d'aquest any va passar, com la resta del comtat, a estar sota el poder del comte de Barcelona.

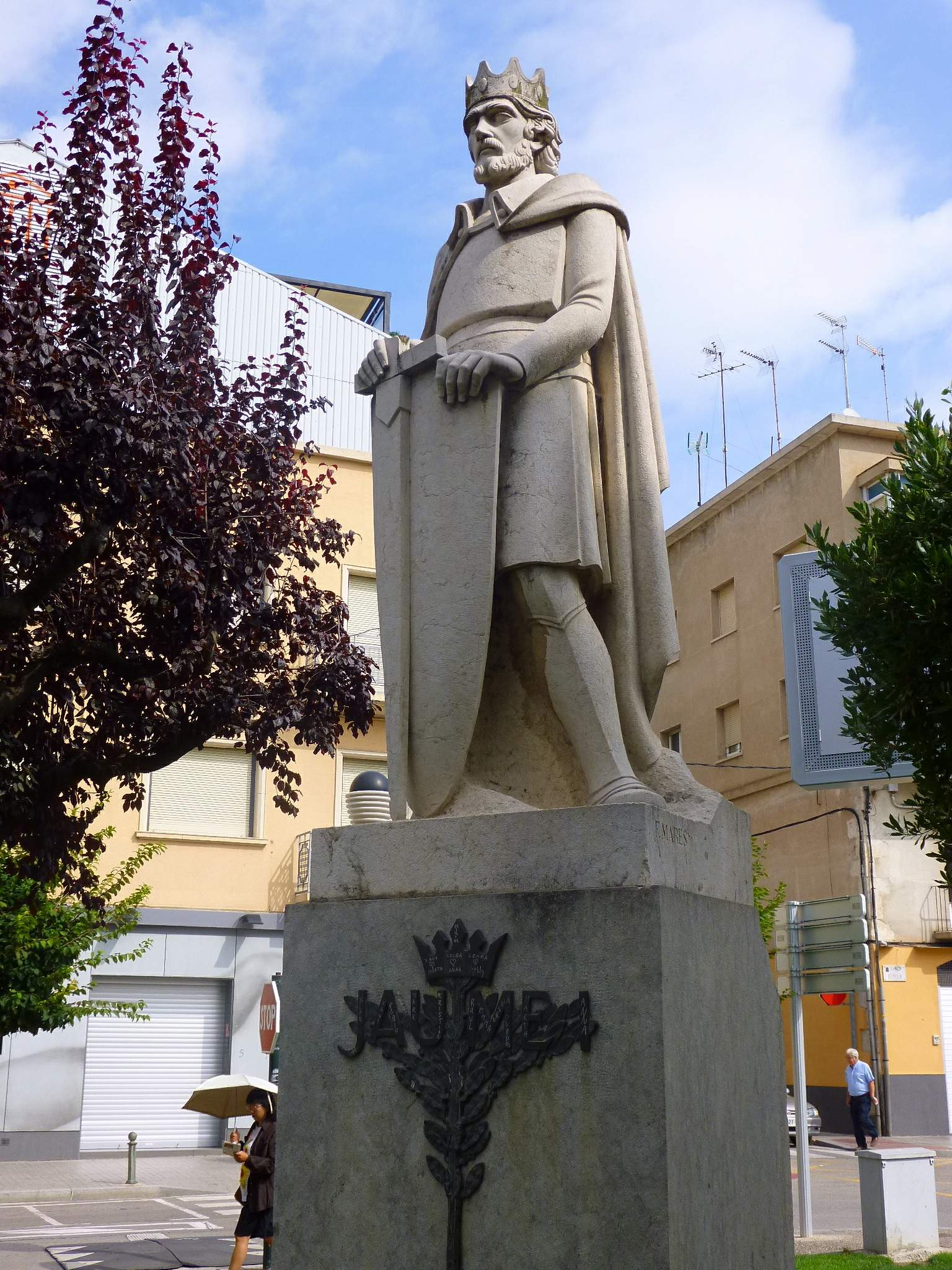
Estàtua del rei Jaume I el Conqueridor (que va convertir Figueres en vila reial) a la plaça Ernest Vila de Figueres.

El rei Jaume I el Conqueridor va prendre el 21 de juny de 1267 una important decisió per a Figueres: convertir-la en vila reial i donar-li una carta pobla que va proporcionar tota una sèrie d'avantatges i privilegis als vilatans (com no patir els mals usos, ser més lliures que els habitants de la rodalia i tenir un dia de mercat setmanal i una fira anyal de 8 dies de durada). El rei Jaume I va voler convertir aquest llogarret, que es trobava en la carretera de Girona a Perpinyà i feia frontera amb el Comtat d'Empúries, en la base principal del poder reial a la zona i, així, poder aturar al bel·licós i rebel comte d'Empúries i, també, qualsevol intent d'invasió francesa de l'Empordà. Les muralles que tancaven la població dibuixaven un petit rectangle format pels actuals carrers de Besalú, Pujada del Castell, Canigó i de la Jonquera; deixant extramurs bona part de l'actual plaça de l'Ajuntament. Aquest recinte emmurallat tenia una superfície de 15.000 m². De l'antiga muralla queda dempeus la torre Gorgot, convertida actualment en la Torre Galatea del Teatre-Museu Dalí.
Per aconseguir augmentar la reduïda població figuerenca l'infant Pere (el futur rei Pere II el Gran), el 12 de març de 1269, va facilitar la creació d'un call jueu a la nova vila reial alliberant durant cinc anys del tribut a tots els jueus que anessin a viure a Figueres. El barri jueu va existir durant més de 200 anys, es trobava a l'actual carrer Magre i comptava amb una sinagoga, carnisseria i forns propis.
El comte Hug V d'Empúries va intentar esclafar la nova vila reial i el 16 d'octubre de 1274 va assetjar Figueres que estava feblement fortificada i amb pocs defensors; després de tres dies de setge el comte d'Empúries i la seva host van aconseguir entrar dins la petita vila i van saquejar totes les cases, van matar molts dels seus habitants i es van emportar les portes de les muralles cap a Castelló d'Empúries (capital del seu comtat) com a trofeu de guerra. Però l'infant Pere va arribar a Figueres amb 180 cavallers (i els seus vassalls respectius) i va perseguir les tropes del comte Hug V fins que es va produir una aferrissada batalla on l'infant Pere va derrotar el rebel comte emporità. Després l'hereu de la Corona d'Aragó va tornar a Figueres on va iniciar la reconstrucció de les cases destruïdes i de les muralles fetes malbé.
Durant la croada contra el rei Pere II el Gran dirigida pels francesos, 1285 Figueres va ser ocupada durant tres mesos per les tropes del rei de França Felip III l'Ardit.

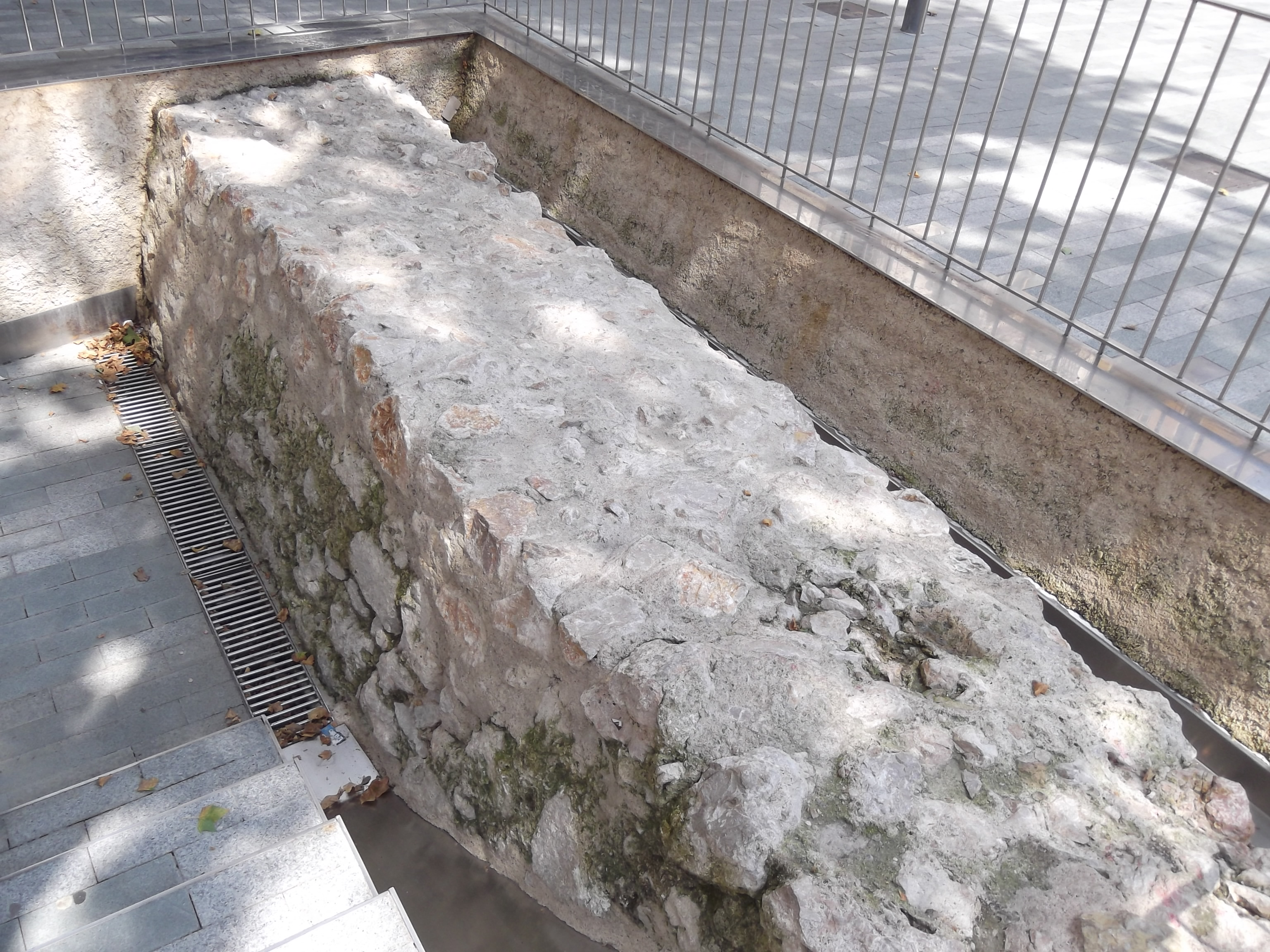
Restes de la muralla del clos de Pere el Cerimoniós (segle XIV) a la plaça de les Patates de Figueres

L'any 1361 el rei Pere III el Cerimoniós va decidir ampliar el recinte emmurallat, cap al sud i cap a l'est, formant el que es coneix com la vila vella. Aquest clos, d'una superfície de 50.000 m², estava delimitat pels actuals carrers de la Pujada del Castell, Canigó, de la Muralla, Ample, Monturiol i la Rambla (que era una petita vall per on corria la riera Galligans). El centre de la població es trobava a l'actual plaça de l'Ajuntament on es tallaven en angle recte les dues principals artèries viàries: el camí reial de Girona a Perpinyà (actuals carrers de Girona i de la Jonquera) i els camins que menaven a Besalú (i la zona de la Garrotxa i el Ripollès) i a Vilabertran i Peralada (actuals carrers de Besalú i de Peralada).
Malgrat la gran epidèmia de pesta negra que va esclatar el 1348 i que va afectar de forma important la vila, Figueres al llarg del segle xiv va augmentar la seva població arribant a uns 105 focs (gairebé uns 500 habitants) L'any 1313 es va fundar l'hospital de malalts, mendicants i pobres (primera instal·lació sanitària de la vila) que va ser la donació del matrimoni figuerenc Bernat Jaume i la seva muller Garsendis (els quals van fer vot de treballar a l'hospital fins a la seva mort). Aquest hospital va canviar d'ubicació l'any 1616 quan va traslladar-se del carrer de la Jonquera (el seu lloc original) a la zona extramurs de l'actual carrer Nou (posteriorment, després de la Guerra Civil, l'hospital de Figueres es va traslladar a la zona nord del Parc Bosc (a la perifèria de la ciutat).

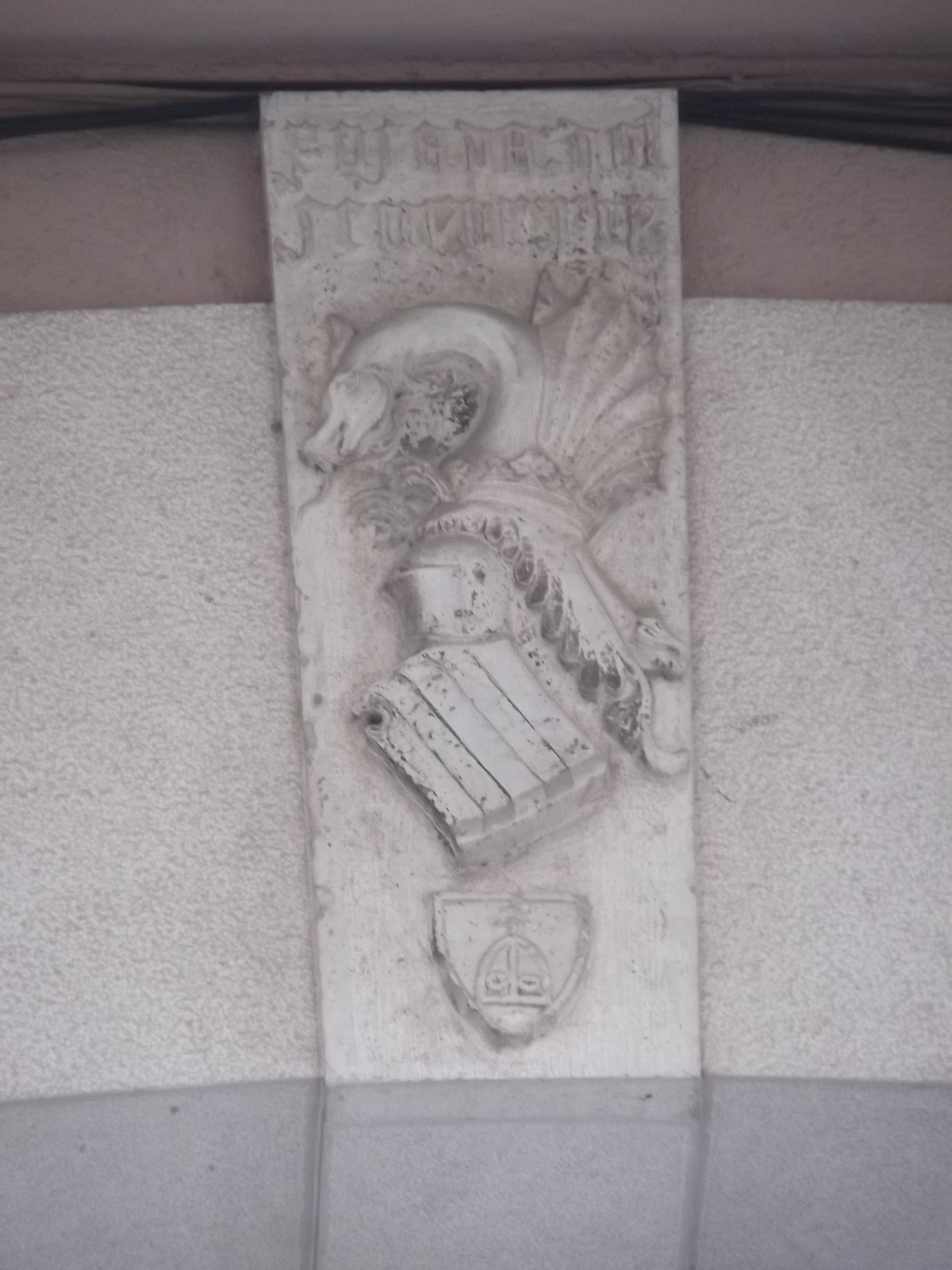
Escut de la Posada del Senyor Rei a Figueres

Pere el Cerimoniós va tenir un especial interès per Figueres que va viure temporades a la població, sobretot a partir del seu casament amb Sibil·la de Fortià. El rei Pere, a més a més d'engrandir l'espai fortificat de la vila, va fer construir una església gòtica més àmplia sobre el terreny de l'antic temple romànic. El rei Pere el Cerimoniós (i posteriorment tots els altres monarques) vivia en un palauet, quan sojornava a Figueres, conegut amb el nom de Posada del Senyor Rei, que es trobava en el carrer de Girona tocant la muralla i al costat del portal d'entrada (encara actualment es pot veure l'escut de la posada reial a la façana de la casa número 16 del carrer de Girona).
El 28 de setembre de 1419 el rei Alfons IV el Magnànim va instaurar com a festa principal i fira el 3 de maig festivitat de la Santa Creu (encara avui dia és la festa major de Figueres i el dia principal de les fires de la ciutat).

### Figueres moderna
La població figuerenca va continuar, majoritàriament, tancada dins les seves muralles medievals, de la vila vella, fins a principis del segle xviii (encara que, molt tímidament, van començar a aparèixer cases extramurs en les quatre principals vies d'entrada des de mitjan segle xvi). El clos emmurallat disposava de quatre portals d'on sortien els camins principals i tenia també 16 torres.
Malgrat que des del final de la Guerra Civil Catalana, l'any 1472, fins a la Guerra dels Segadors, el 1640, tot l'Empordà va gaudir d'una època sense guerres, la vila de Figueres va tenir molta activitat com a centre de concentració de tropes per lluitar contra els francesos que, periòdicament, atacaven o envaïen els territoris de la Catalunya Nord.
L'inici de la Guerra dels Segadors, la separació de Catalunya de la monarquia hispànica i l'acceptació del rei Lluís XIII de França, com a comte de Barcelona i sobirà dels catalans, va portar a Figueres a convertir-se en plaça d'armes on una guarnició francesa permanent controlava el territori d'ofensives castellanes que ocupaven la ciutadella de Roses. El 1652 l'exèrcit espanyol va ocupar tot l'Empordà (excepte Roses que havia caigut en mans franceses el 1645) i es va acabar el conflicte bèl·lic entre el Principat i el rei Felip IV de Castella. Però això no va dur el final de la guerra amb França; així tenim que els francesos, que dominaven el Rosselló, envaïen periòdicament l'Empordà, i tenim notícia de l'ocupació de Figueres el 1653 (any terrible perquè, a més a més, la vila va patir una epidèmia de pesta), 1654 i 1656. Aquesta guerra amb França s'acaba l'any 1659 amb el Tractat dels Pirineus que va comportar l'amputació dels comtats del Rosselló i la meitat del de Cerdanya del territori català i la seva incorporació al regne de França. Per acabar de solucionar alguns punts polèmics del tractat, ja que els francesos reclamaven que la frontera havia de començar en el cap de Creus (així Llançà, la Selva de Mar, Cadaqués i la muntanya de Sant Pere de Rodes es convertien en territoris francesos), es van dur a terme a la vila reial, el 1660, les anomenades conferències de Figueres.

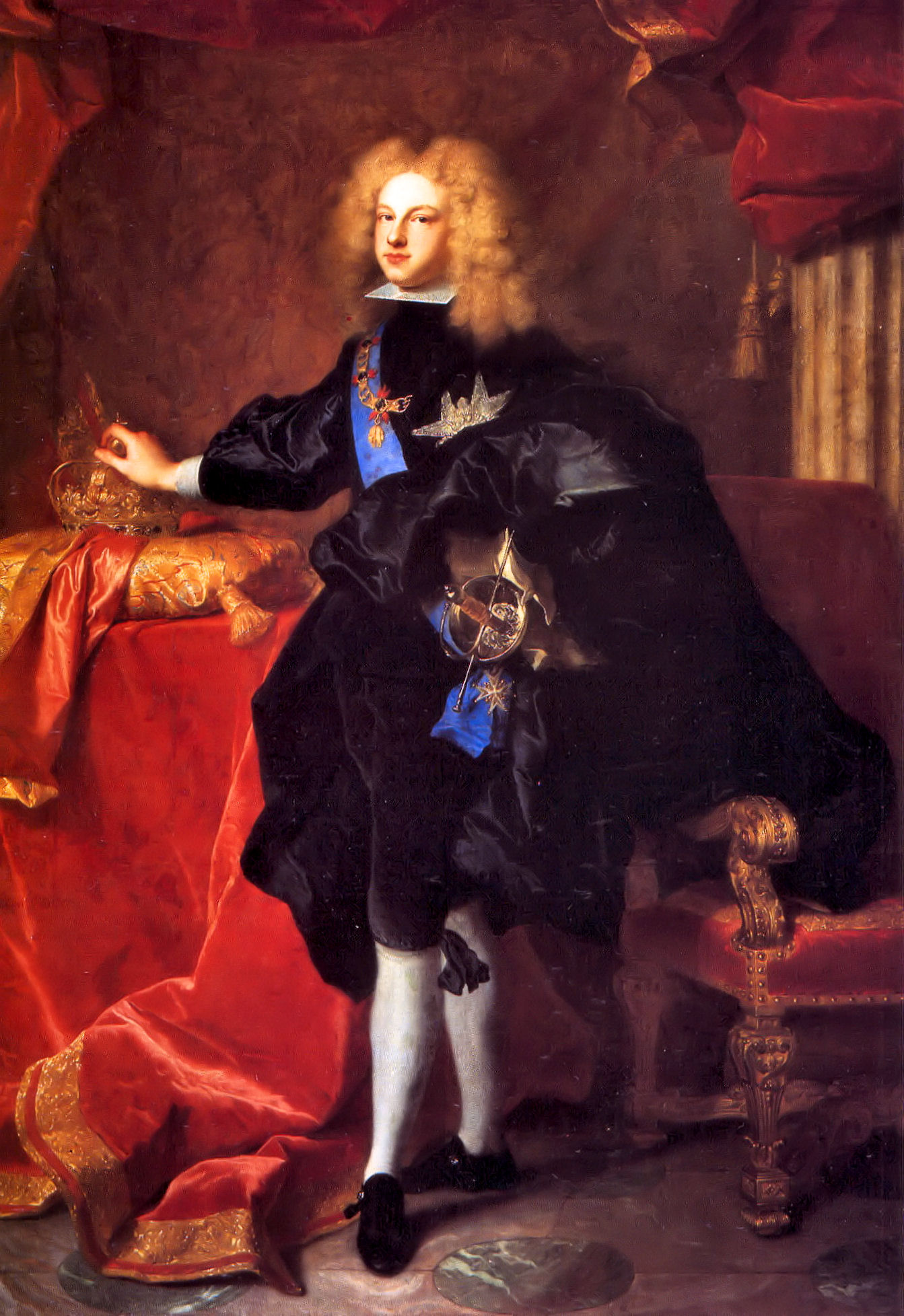
El jove rei Felip V d'Espanya es va casar a l'església de Sant Pere de Figueres amb la seva primera muller, Maria Lluïsa de Savoia, el 1701.

El 3 de novembre de 1701, es van casar a l'església parroquial de Sant Pere de Figueres el rei Felip V d'Espanya amb la seva primera muller la princesa Maria Lluïsa de Savoia. Durant la Guerra de Successió Espanyola (1701-1715) Figueres va ser ocupada diverses vegades tant per les tropes de l'arxiduc Carles com per les tropes de Felip d'Anjou.
Després del Tractat dels Pirineus i la pèrdua de la Catalunya Nord, la frontera amb França va ser la serralada dels Pirineus i la primera localitat important entrant a Espanya des del Pertús era la vila de Figueres. La important fortalesa de Salses, que barrava el pas als francesos en el Rosselló, ara era part del regne de França; i, a més a més, el país veí tenia el castell de Bellaguarda que dominava el pas del Pertús. El rei Ferran VI d'Espanya va decidir la construcció d'una gran i potent fortalesa a l'Alt Empordà per intimidar i evitar qualsevol intent d'invasió francesa. La població on s'havia d'edificar aquesta infraestructura militar va ser Figueres i el lloc el turó de la Muntanyeta (al nord de la vila i a uns 140 metres d'altitud). Les obres de la Fortalesa de Sant Ferran van començar el 13 de desembre de 1753 (amb la col·locació de la primera pedra) i van continuar fins al 1766 (encara que no l'obra no estava enllestida i s'hi va treballar fins al 1790). El director del projecte va ser el general d'enginyers Juan Martín Cermeño. La fortalesa era una de les més grans d'Europa i tenia la forma d'un pentàgon irregular amb 6 baluards, 7 revellins, 3 tenalles, 2 contra guàrdies, un gran fossat que envoltava tota la fortificació. La superfície era 320.000 m² (32 hectàrees) i el perímetre exterior era de 3.120 metres. Tenia capacitat per encabir còmodament 6.000 homes i 500 cavalls. El pressuposts inicial de l'obra va ser de 20 milions de rals, quan es va donar per acabada l'obra (el 1766) ja se n'havien gastat 30 milions i el 1790 el cost s'enfilava fins als 40 milions. 

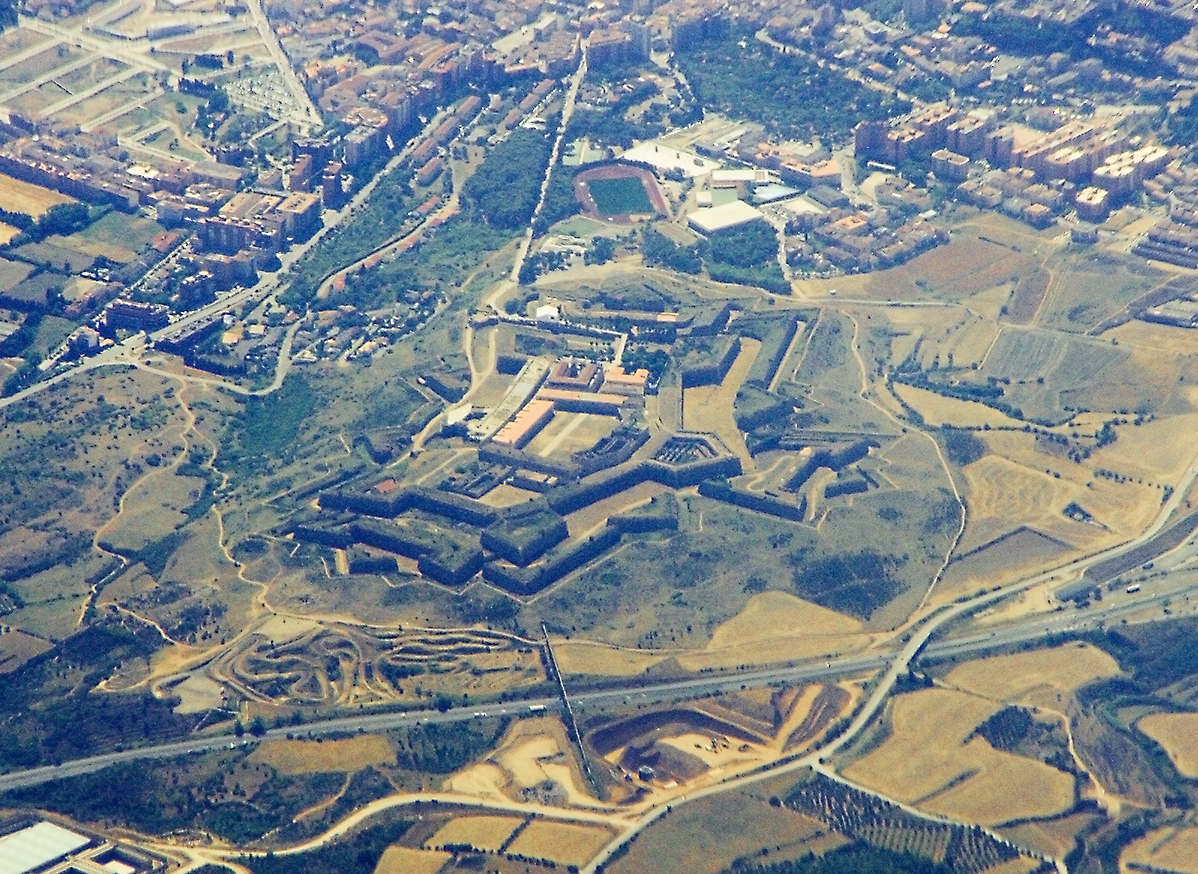
Vista aèria de la Fortalesa de Sant Ferran de Figueres.

La població de Figueres va créixer de forma important en el segle xviii. El 1725 ja arribava als 1.872 habitants i era la població més gran de la comarca, ja que la segona vila era Castelló d'Empúries que només comptava amb 1.261 veïns. Però el salt demogràfic realment important (que va convertir Figueres en la inapel·lable capital de la comarca) va ser causa de la construcció de la Fortalesa de Sant Ferran que va portar a la vila nombroses famílies d'enginyers, picapedrers, paletes, obrers, etc.; i un cop finalitzada l'obra molts es van quedar a viure a Figueres. L'any 1785 la vila reial tenia 5.398 habitants (això representa un increment d'un 288% respecte al 1725). Va ser en el segle xviii quan aquesta població en ràpid augment va necessitar més espai habitable i la vila es va expandir més enllà del recinte emmurallat i es va crear els barris extramurs, sobretot en direcció sud, a l'altra banda de la riba (actualment coberta pel passeig de la Rambla); ja que per qüestions de defensa de la fortalesa el creixement per la zona nord era del tot prohibit (existia una primera zona, en un radi de 400 metres de la fortalesa, on no es podia construir cap edifici i una altra segona zona, en un radi de 400 a 770 metres del castell, on només es podia aixecar edificis d'una sola planta d'alçada). El desenvolupament urbanístic de Figueres durant la segona meitat del segle xviii, tot el segle xix i una part del segle xx va estar marcat per les instruccions i decisions dels enginyers militars que buscaven, en primer lloc, protegir la fortalesa i, en segon lloc, donar un creixement homogeni i harmoniós a la vila.
Quan es va produir la Revolució Francesa va arribar a Figueres una gran quantitat d'emigrats francesos absolutistes que fugien del nou govern (nobles, militars i clergues). El juliol de 1791 n'hi havia més d'un miler vivint a la vila. En esclatar la Guerra Gran (1793-1795), Figueres es va convertir en el punt decisiu de la defensa espanyola. Inicialment la campanya va ser favorable a Espanya, però el 20 de novembre de 1794 les tropes hispàniques són derrotades a la batalla del Roure; això va provocar un èxode massiu de la població de Figueres, i dels habitants de l'Alt Empordà, que fugien dels francesos, fins al sud del riu Fluvià, o fins a Girona o més al sud. El dia 28 de novembre de 1794 la Fortalesa de Sant Ferran es va rendir a les tropes franceses sense haver fet ni un sol tret (dins de la fortificació hi havia 10.000 soldats, 171 canons i aigua i queviures suficients per aguantar un setge). La Fortalesa de Sant Ferran va quedar en mans franceses fins al 22 de juliol de 1795 que amb la Pau de Basilea es va acabar la guerra i França va retornar els territoris conquerits.

### Figueres contemporània

#### Elseglexix
El 10 de febrer de 1808 els francesos van ocupar pacíficament la vila de Figueres (ja que eren aliats d'Espanya en la seva lluita contra els anglesos i portuguesos). A primers d'abril, com que les forces franceses estacionades a la vila reial eren molt nombroses, els seus comandaments van demanar permís a les autoritats militars espanyoles de la Fortalesa de Sant Ferran que permetessin l'allotjament, a la fortificació, de 200 soldats francesos; les autoritats espanyoles van accedir-hi i els francesos, un cop dins la fortalesa, van aconseguir el seu control. Els francesos van anomenar la imponent fortificació militar de Figueres com la "bella inútil", ja que malgrat ser tan gran i ben feta des del punt de vista militar les dues vegades que van voler conquerir-la ho van aconseguir sense disparar ni un sol tret. El 3 de juny, davant la notícia que el mariscal francès Joachim Murat es convertia en el regent d'Espanya, els figuerencs es van revoltar contra els francesos, i aquest es van tancar a la fortalesa; el dia 13 de juny, davant l'intent dels figuerencs de prendre per les armes la Fortalesa de Sant Ferran, les tropes napoleòniques van començar a bombardejar la vila (es calcula que van caure 2.760 bombes). El setge popular va continuar fins que una columna francesa de 2.000 soldats amb municions i queviures va aconseguir trencar el bloqueig popular i arribar a la fortificació. Llavors, un cop refets els assetjats van ocupar Figueres però la van trobar buida. Molts joves figuerencs i de la comarca van unir-se a les partides de guerrillers per seguir lluitant contra l'invasor. La resta de figuerencs van anar tornant a la vila quan el perill de represàlies va disminuir. Les autoritats franceses per intentar guanyar-se l'estimació dels figuerencs van dur a terme la pavimentació de la plaça de l'Ajuntament (que va ser el primer espai urbà que ja no tindria el sòl de terra).
La nit del 21 de gener de 1810 va morir en la Fortalesa de Sant Ferran el general Mariano Álvarez de Castro que havia estat el cap dels defensors de Girona. Va ser enterrat, inicialment, en el cementiri municipal.
La matinada del 10 d'abril de 1811 uns 1.000 soldats espanyols comandats pel coronel mossèn Francesc Rovira van aconseguir entrar d'amagat a la fortalesa de Figueres (gràcies al fet de disposar d'una clau d'una porta exterior) i van ocupar-lo fent presoners a tota la guarnició. Aquest fet heroic rep el nom de "la Rovirada" o, també, "la Gloriosa Sorpresa del 'Castell'". El 16 d'abril les tropes napoleòniques van assetjar la fortalesa. Finalment, el 16 d'agost de 1811, els defensors de la Fortalesa de Sant Ferran es van rendir, ja que no tenien ni municions ni queviures.
Per un decret del mariscal Augerau (governador general francès de Catalunya), el 1812, la vila de Figueres va quedar inclosa en el departament del Ter (convertint-se en una subprefectura) i, juntament amb la resta de Catalunya va quedar incorporada a l'Imperi Francès. Amb el final de la Guerra del Francès les tropes napoleòniques van evacuar la Fortalesa de Sant Ferran el 25 de maig de 1814. Quan el rei Ferran VII d'Espanya va tornar del seu exili francès va sojornar a Figueres (a causa d'uns forts aiguats que feien impossible travessar el riu Manol).
El 1817 van començar les obres del nou Cementiri Municipal (deixant ja d'enterrar al costat de l'església parroquial). Aquest mateix any una forta tramuntanada va fer caure part del campanar de l'església de Sant Pere. El 1829 Paula Montal i Fornés (actualment Santa Paula Montal) va crear a Figueres la primera escola per a nenes de Catalunya: col·legi de les religioses escolàpies (creant al mateix temps la congregació de les Religioses de les Escoles Pies). L'any anterior l'alcalde i governador militar de Figueres Joaquín Caamaño va proposar portar a terme la cobertura de la Ribera (la riera Galligans) en el tros de l'actual Rambla. El director del projecte va ser l'enginyer militar Lasauca i el 29 de juliol de 1832 va quedar acabada l'obra (així va sorgir la plaça més important de Figueres i es lligava la part de la vila vella amb els nous barris que havien anat creixent, sobretot, a la part sud). La coberta de la Ribera va continuar, els següents anys, amunt de la Rambla, carrer Lasauca, i també avall, carrer Caamaño (aquestes obres es van acabar el 1844).
El setembre de 1835 Figueres va començar a fortificar-se davant el perill d'un atac de les tropes carlines (Primera Guerra Carlina). Aquestes noves muralles ja no coincidien amb les antigues de la vila vella, ja que Figueres havia augmentat molt en extensió; a més a més, les antigues muralles d'origen medieval van començar a ser derruïdes a partir de l'existència del castell de Sant Ferran (últim terç del segle xviii). Durant aquest conflicte armat es va arribar a la situació que tota la comarca estava dominada pels carlins excepte la vila de Figueres i la seva fortalesa.

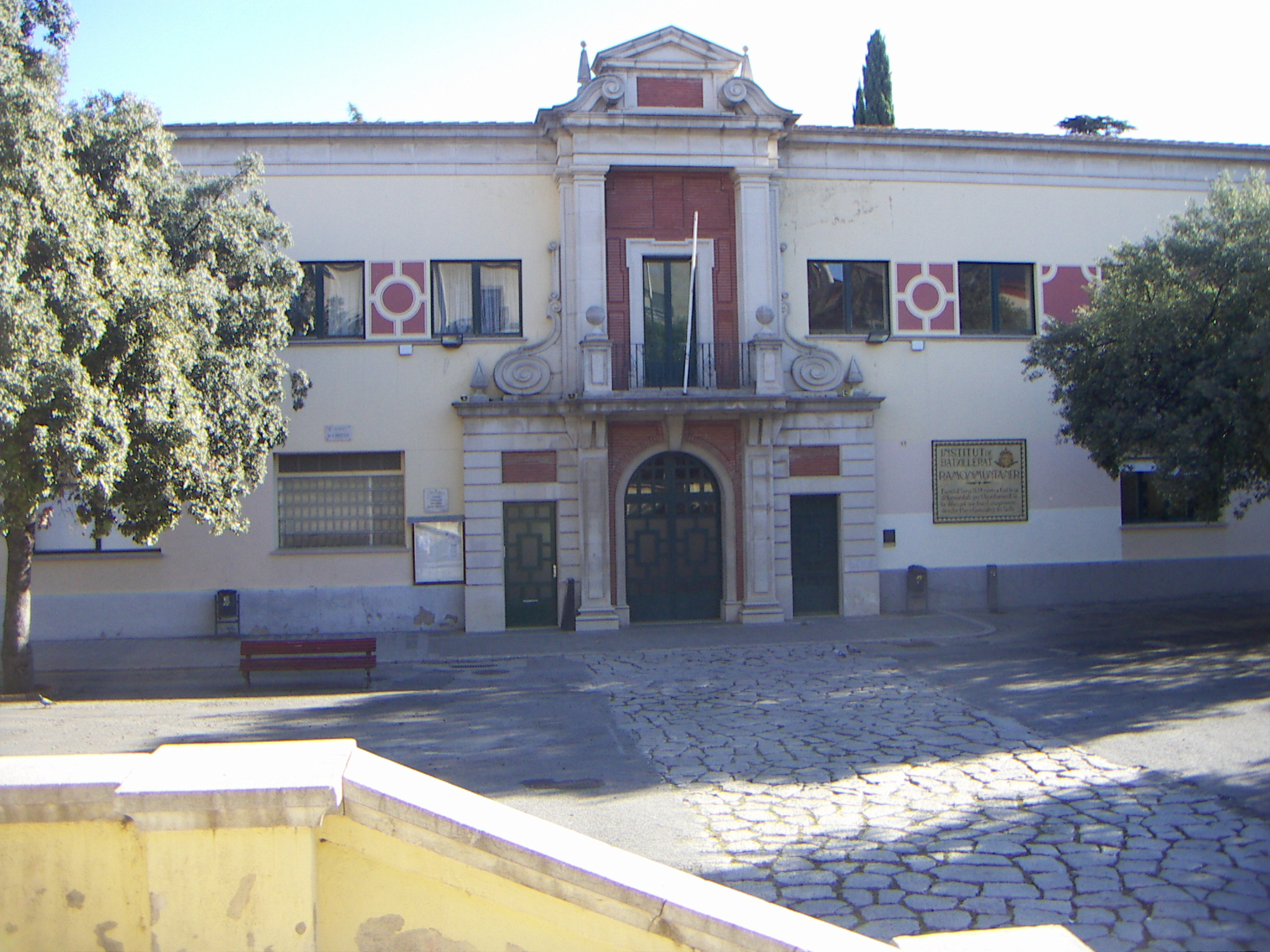
Façana de l'Institut Ramon Muntaner de Figueres (el més antic encara en funcionament de tot Espanya).

Un cop acabada la guerra la vila reial va continuar creixent i modernitzant-se. El 28 de setembre de 1839 es va inaugurar el "Col·legi d'Humanitats" dirigit pel pare Julián González de Soto (amb un conveni amb l'ajuntament figuerenc) que va ser el primer centre d'ensenyament mitjà de Figueres i comarca; aquest centre es va convertir l'any 1845 en el primer institut de segon ensenyament de tota la província de Girona (aquest és l'actual Institut Ramon Muntaner que és el degà dels instituts d'ensenyament secundari d'Espanya).
Els anys 40 i 50 del segle xix van veure l'actuació de l'Abdó Terrades i Pulí, polític i pensador republicà, que va ser diverses vegades escollit alcalde de Figueres però no va poder ocupar aquest càrrec, ja que mai va jurar obediència a la reina d'Espanya (a causa de les seves idees antimonàrquiques, democràtiques i republicanofederals); també va ser el màxim exponent de l'aixecament popular antigovernamental conegut com la Jamància (va aconseguir alçar els figuerencs, altempordanesos i, fins i tot, la guarnició del castell de Sant Ferran).
Un altre figuerenc destacable (encara que nascut a Alcalá la Real, província de Jaén) va ser en Josep Maria Ventura i Cases, més conegut com en Pep Ventura, el qual va dur a terme, a Figueres, la creació de la sardana moderna o sardana llarga. La seva època de major activitat va des del 1848 al 1875. Ell va modificar els instruments de la cobla (suprimint-ne alguns i afegint-ne d'altres com la tenora), va ser músic, director i, també, compositor de més de 300 peces. Gràcies a en Pep Ventura, Figueres es va convertir en la "ciutat mare de la sardana".
L'any 1850 es va inaugurar el Teatre Municipal (actual edifici del Teatre-Museu Dalí) que va ser obra de l'arquitecte Josep Roca i Bros. El 1857 Figueres supera per primera vegada la xifra de 10.000 habitants (exactament en tenia 10.370) L'any 1861 comença l'enllumenat públic amb fanals de gas. El 1862 es planten els actuals plàtans de la Rambla figuerenca (per tant, tenen més de 150 anys).
També en aquests anys centrals del segle xix podem destacar un altre insigne figuerenc en Narcís Monturiol i Estarriol que va ser enginyer, intel·lectual, polític republicà federal, però, sobretot, va passar a la història com l'inventor del submarí (el seu famós Ictíneo).
L'any 1862 es va crear la figuerenca Societat Coral Erato amb la presència de l'Anselm Clavé.
Durant el Sexenni Democràtic Figueres i tota la seva comarca era partidària de les idees del republicanisme federal i un figuerenc va ser ministre (de finances) del govern espanyol durant la Primera República Espanyola: en Joan Tutau i Vergés.
L'any 1874 els figuerencs van estar immersos de ple en la Tercera Guerra Carlina; ja que les partides del general carlí Francesc Savalls, que dominaven la major part de la comarca, volien conquerir la vila i el castell. Figueres va reforçar les muralles que encerclaven la vila i que comptaven amb 14 torres de defensa (la Torre Gorgot o "Torre Galatea" és l'única que es conserva actualment, encara que molt reformada). La matinada del 28 de maig de 1874 les tropes carlines van atacar Figueres però, malgrat la manca de col·laboració de la guarnició de la Fortalesa de Sant Ferran, els vilatans van 

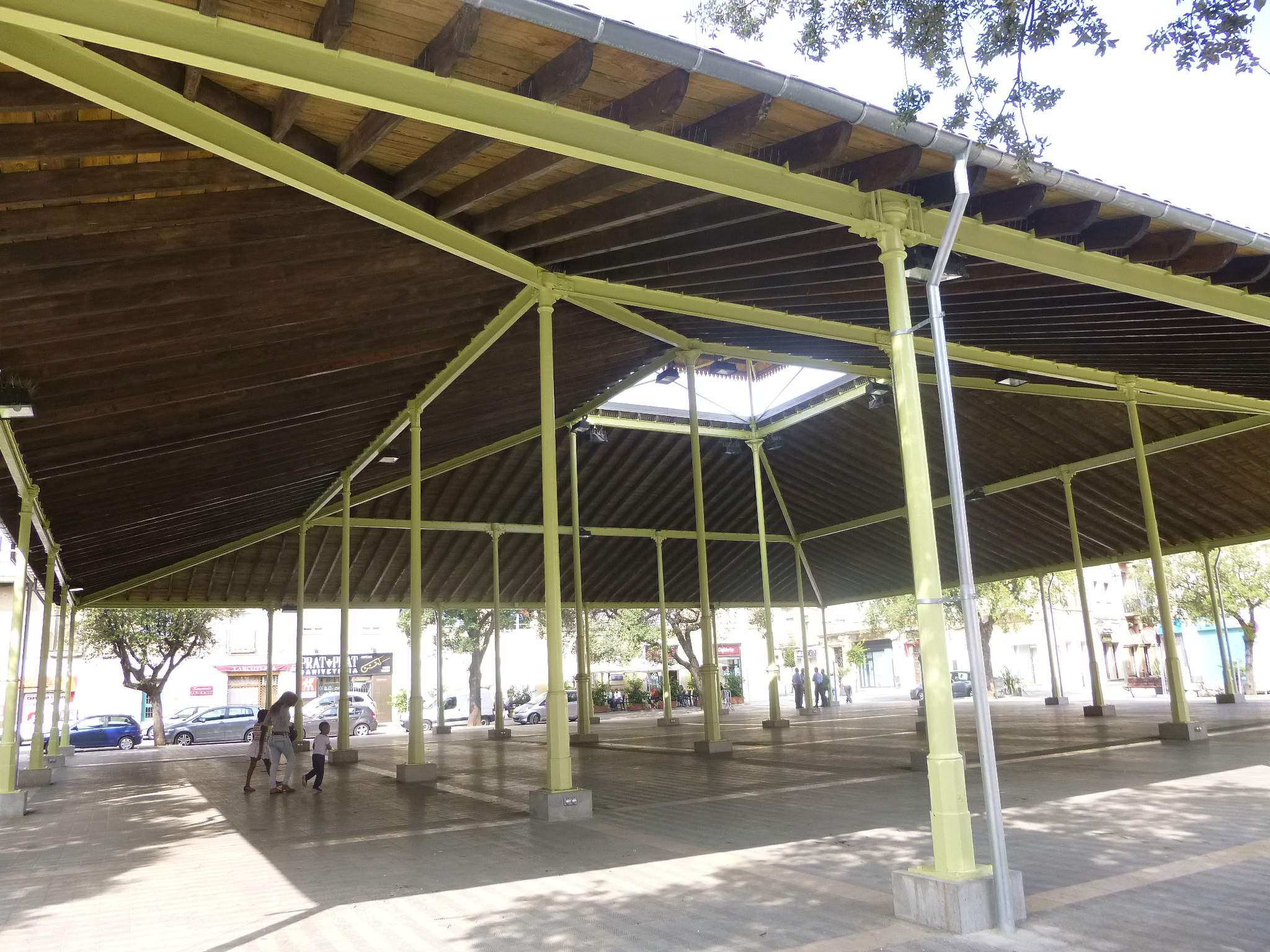
Vista interior de la plaça del Gra de Figueres

aconseguir rebutjar l'atac i els carlins es van retirar.
Gràcies a l'heroïna defensa de la vila contra els carlins, el rei Alfons XII d'Espanya va donar, el 28 d'octubre de 1875, el títol de ciutat a Figueres. Un cop acabada la guerra, els figuerencs van enderrocar definitivament les muralles que l'havien tornat a encerclar. El 28 d'octubre de 1877 el ferrocarril va arribar a Figueres (ja la ciutat era un dels punts per on passava la línia de Barcelona a França). El 1878 arriba la plaga de la fil·loxera a la comarca i això provoca una situació de pobresa i l'Alt Empordà va perdre 7.000 habitants (molts van emigrar a França o a altres zones de Catalunya), malgrat tot la població de Figueres no va disminuir (ja que el sector agrícola era molt poc important i la indústria i l'artesania jugaven un paper molt més important). L'any 1887 es va inaugurar la plaça del Gra (amb la seva coberta). El 1894 es va construir la Plaça de Braus de la ciutat en un estil mudèjar. El 1896 comencen les obres d'instal·lació de l'electricitat.

#### El segle XX

##### Els primers 30 anys
Quan comença el segle, la població de Figueres era de 10.714 habitants i durant aquesta centúria tindrà un important creixement, sobretot a partir del 1960. El 1902 l'arquitecte Josep Azemar va aixecar l'edifici modernista de l'Escorxador Municipal de Figueres (on ara es troba l'Arxiu Comarcal de l'Alt Empordà). El dia 11 de maig de 1904 va néixer el gran pintor surrealista Salvador Dalí i Domènech. Aquest mateix any es va construir l'edifici modernista del Casino Menestral

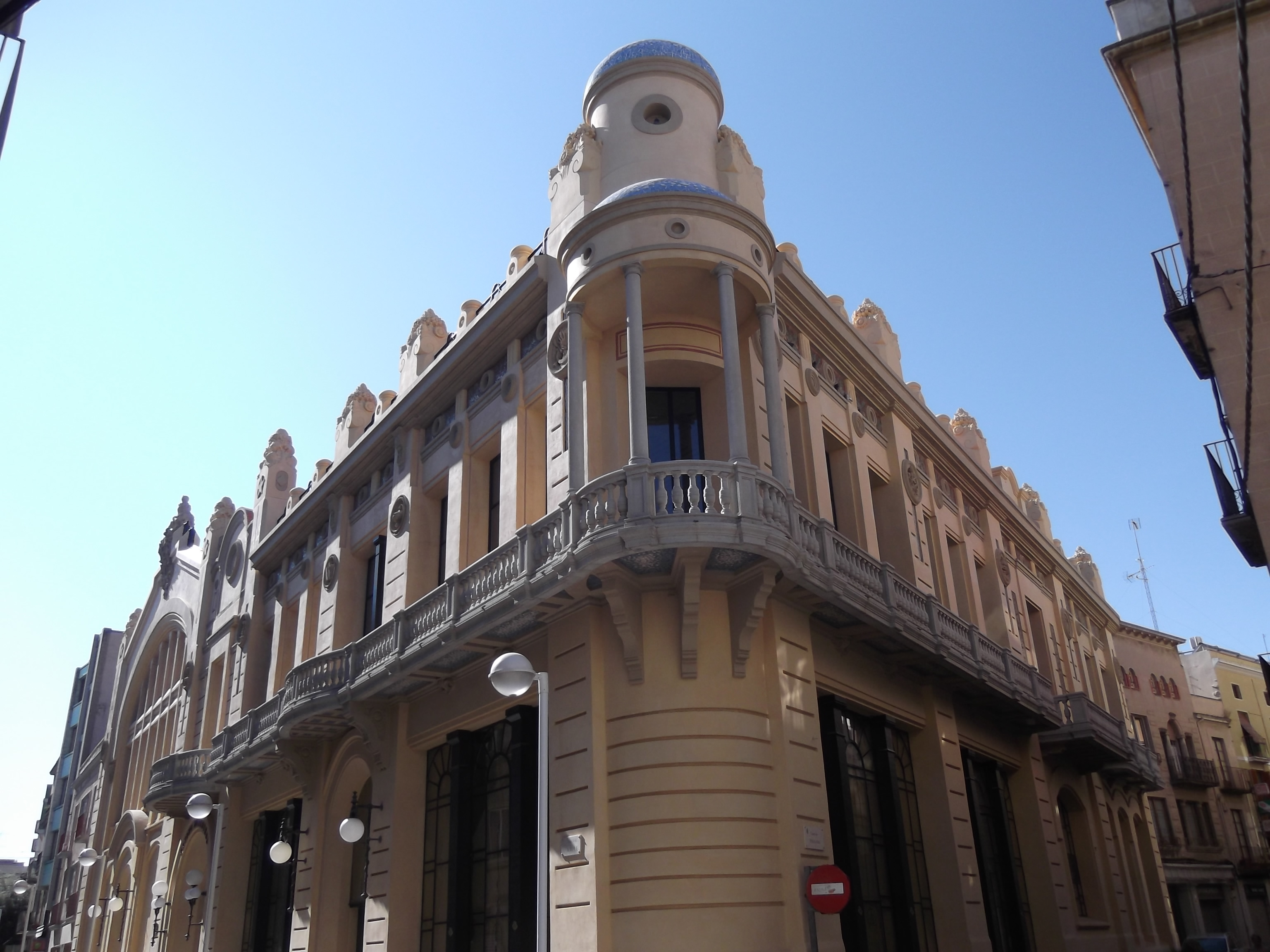
Vista panoràmica del Casino Menestral Figuerenc construït a principis del.

Figuerenc (la societat recreativa s'havia creat el 1856). El 1905 es va construir la presó de Figueres al final del carrer Sant Pau. Aquest mateix any el ric figuerenc Carles Cusí va construir el primer cinema de Figueres (va ser el primer de tota la província). L'any 1908 corrien pels carrers de la ciutat els primers cotxes propietat d'alguns figuerencs benestants. El 1910 es va inaugurar l'actual edifici del Col·legi La Salle de Figueres. L'any 1914 es va construir el Teatre Cinema El Jardí (actual teatre municipal de Figueres), el projecte va ser de l'arquitecte Llorenç Ros i Costa i l'edifici és d'estil noucentista. L'any 1916 va començar a funcionar el telèfon a Figueres.
El 2 de maig de 1918 es va inaugurar la reforma de la Rambla de Figueres, obra de l'arquitecte Ricard Giralt, que la va engrandir i millorar; també va incorporar el monument a Narcís Monturiol, amb escultures d'Enric Casanoves.

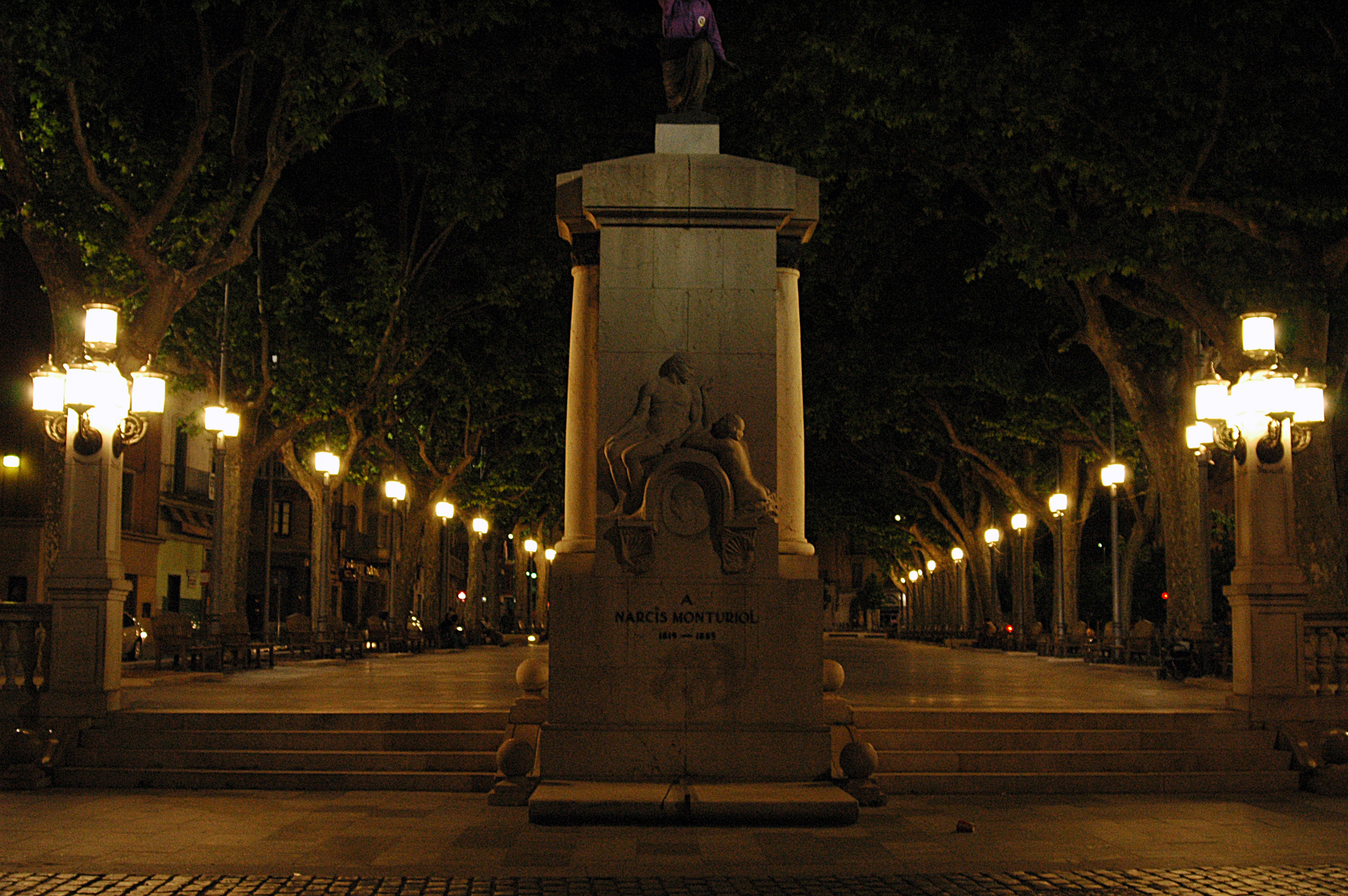
Vista nocturna de la Rambla de Figueres amb el monument a Narcís Monturiol.

El 13 d'abril de 1919 es va crear l'equip de futbol: Unió Esportiva Figueres. El maig de 1920 es va inaugurar el Parc Bosc Municipal, on es van plantar 20 espècies diferents d'arbres i es va convertir en l'autèntic pulmó de Figueres. Aquest mateix any l'ajuntament figuerenc va crear la companyia municipal d'aigües. El 12 de juliol de 1922 es va inaugurar la Biblioteca Popular de la Mancomunitat de Catalunya. L'any 1922 es va estrenar la primera línia d'autobusos a motor que anava de Figueres al Pertús. El 1925 es va empedrar la carretera reial que travessava Figueres. Del 1900 al 1930 la població de Figueres va augmentar en un 132% arribant als 14.106 habitants. El fotògraf costumista Narcís Roget documenta àmpliament aquesta època d'important transformació de Figueres en creixement demogràfic, industrialització, creació d'una cultura cívica, catalanisme, sindicalisme i associacionisme.

##### Figueres republicana (1931-1936)
El 12 d'abril de 1931 a les eleccions municipals va guanyar la Federació Republicana Socialista de l'Empordà (FRSE) que formava part de la coalició Esquerra Republicana de Catalunya. La participació va ser del 64,5% i ERC va obtenir el 66,75% dels vots. El nou alcalde va ser en Marià Pujolà i Vidal. El dia 14 d'abril es va proclamar la República a Figueres.
El 8 d'agost de 1931 es va votar l'Estatut d'Autonomia (de Núria), la participació va ser del 70% i el resultat va ser el següent: vots a favor 2.328 (99,7%), vots en contra 6 (0,26%) i vots en blanc 1 (0,04%) El 19 de novembre de 1933 va haver-hi eleccions a Corts (va ser la primera vegada que votaven les figuerenques) i el resultat va ser del triomf d'ERC per un 60,8% dels vots.
El 14 d'abril de 1933 es va inaugurar el Col·legi Públic Sant Pau que va ser el primer de titularitat estatal de la ciutat.
Els fets d'octubre de 1934 no varen tenir gaire ressò a Figueres que no va secundar la proclamació de l'Estat Català feta pel president de la Generalitat Lluís Companys.

##### La Guerra Civil a Figueres (1936-1939)

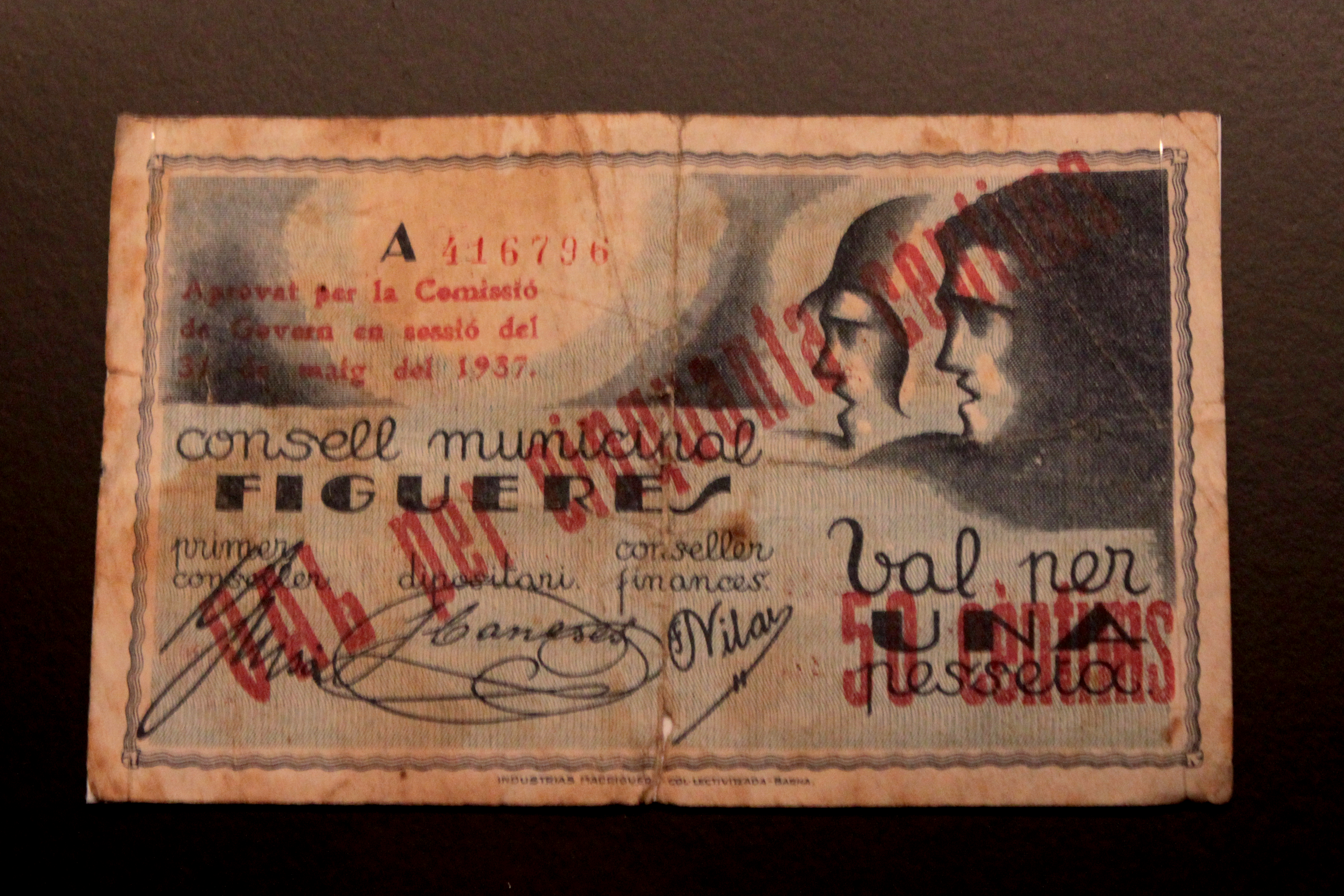
Un bitllet d'una pesseta republicana, emès pel Consell Municipal de Figueres l'any 1937.

El cop d'estat del 18 de juliol de 1936 no es va conèixer fins l'endemà, el dia 19. A la ciutat va haver-hi 76 figuerencs que van ser assassinats per milicians antifeixistes dels diferents sindicats obrers (molts d'aquests milicians no eren de la ciutat sinó que havien vingut de Girona i, sobretot, de Barcelona). El 12 d'octubre de 1936 va arribar a Figueres el primer grup de voluntaris de les Brigades Internacionals per lluitar a favor de la República (van ser 500 homes que venien en tren des de París).
El dia 3 de novembre de 1936 l'ajuntament de la ciutat (en mans dels sectors més radicals) va acordar l'enderroc de l'església parroquial de Sant Pere. Les obres van començar immediatament: es van destruir un total de 1.200 m²: el campanar, el presbiteri i el creuer; només va quedar dempeus la nau gòtica (ja que els diners per desmuntar l'església s'havien esgotat).
El mes de juny de 1937 es va acabar la construcció de l'edifici actual de l'Ajuntament.

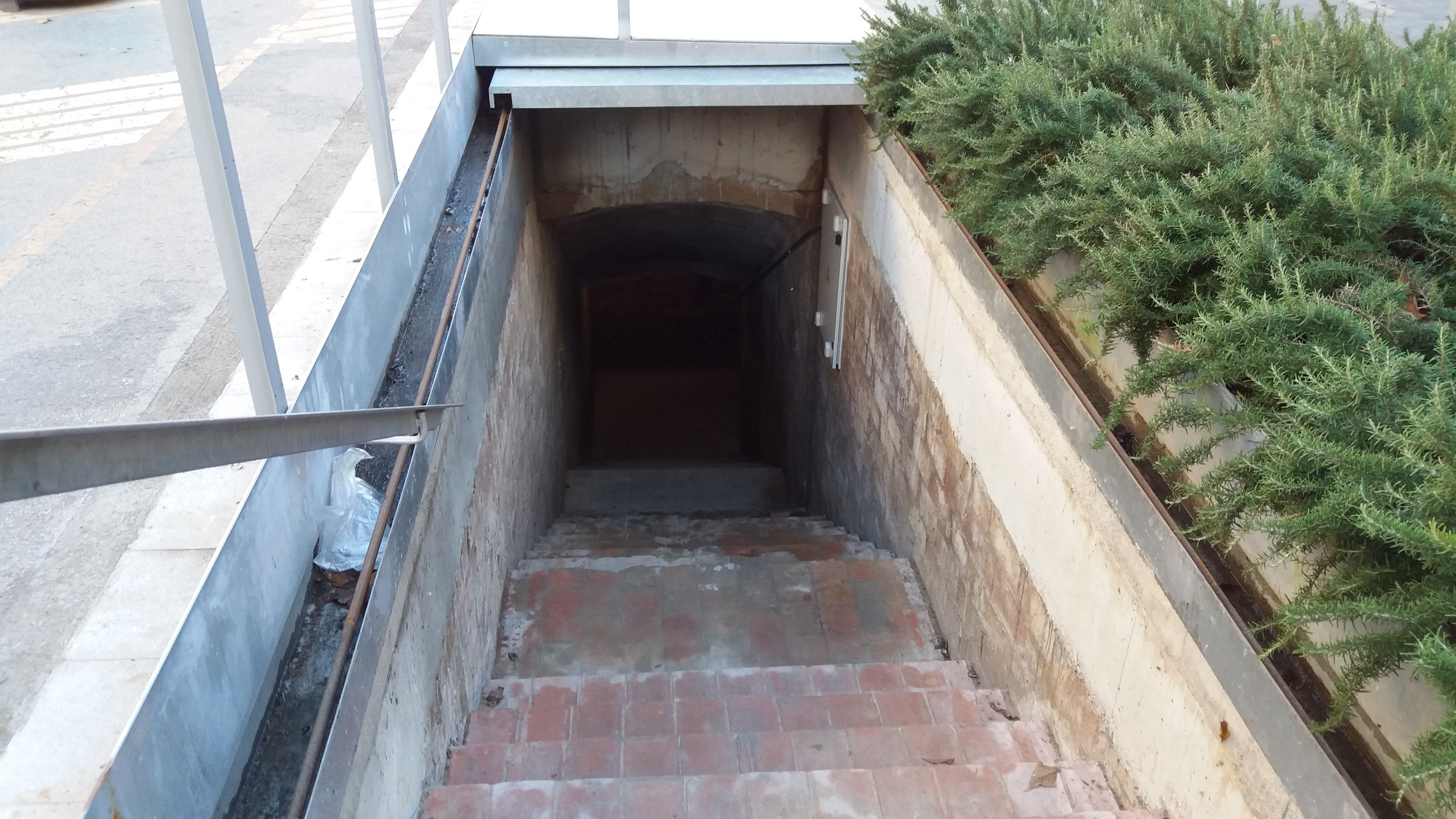
Entrada del refugi antiaeri de la Plaça del Gra de Figueres

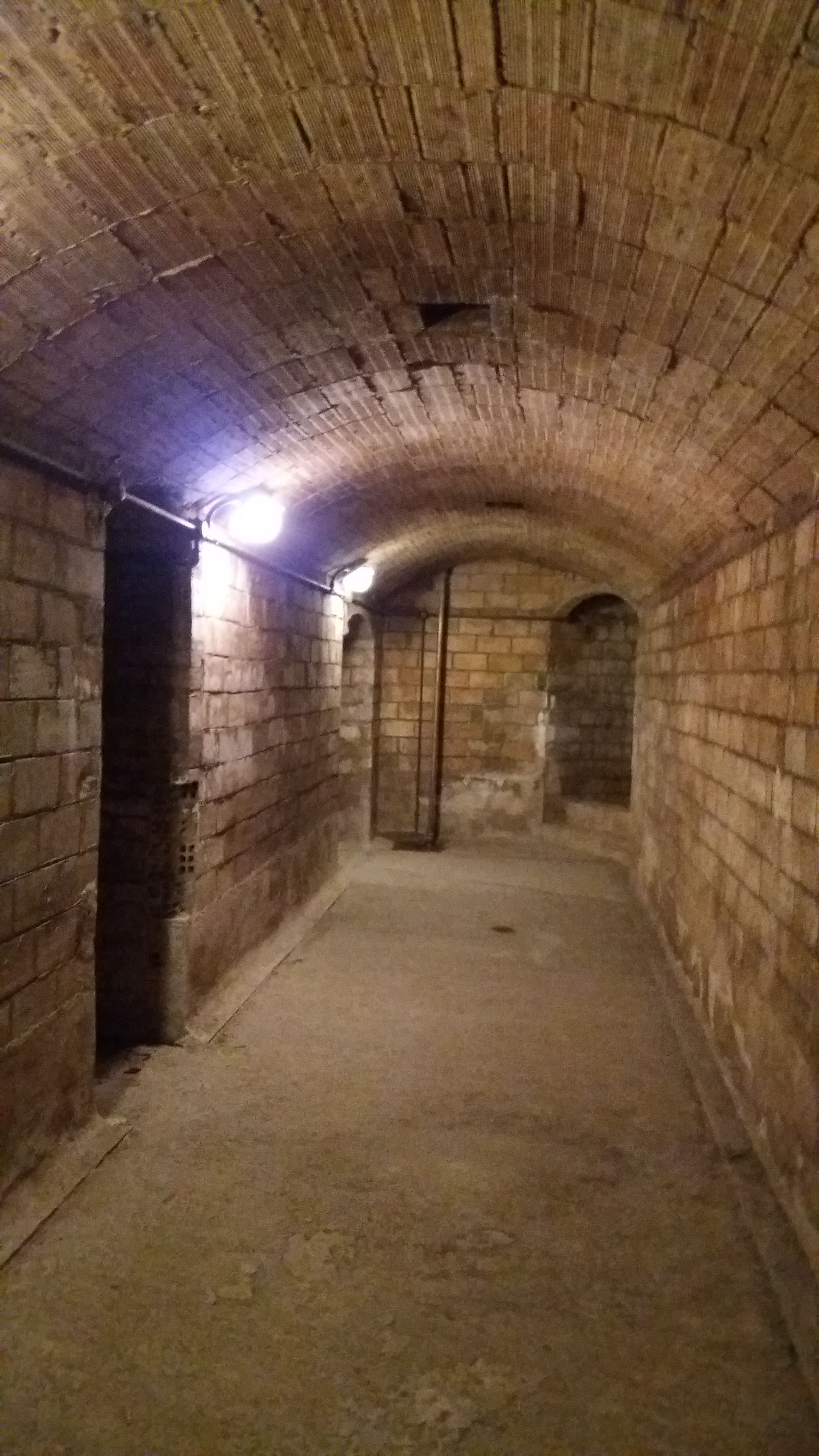
Interior del refugi antiaeri de la Plaça del Gra de Figueres

El 20 de gener de 1938 es va produir el primer bombardeig de Figueres. Van ser avions de l'Alemanya nazi els que van deixar caure unes 30 bombes sobre la ciutat però, afortunadament, no va haver-hi cap víctima. Al cap de 3 dies va arribar el segon i el tercer bombardejos: el segon va ser al migdia i van participar avions alemanys llençant les seves bombes sobre el Parc Bosc i el Passeig Nou; el tercer atac aeri va ser a la tarda, aquest cop eren avions de la Itàlia feixista, després de llençar la seva càrrega de destrucció indiscriminada, van tornar a la seva base a Son Sant Joan a Mallorca; aquests dos atacs del dia 23 de gener va provocar 16 morts. Figueres des del 20 de gener de 1939 fins al 7 de febrer de 1939 va ser bombardejada 18 vegades. Aquest atacs van produir un total de 281 morts: 76 el 1938 i 205 el 1939 (en aquest darrer any només en 1 mes i 7 dies). Aquests atacs aeris van destruir 560 cases. El dia 11 de novembre de 1938 es va produir a la ciutat el comiat cap a l'estranger dels voluntaris de les Brigades Internacionals. El 23 de gener de 1939 el president del govern Juan Negrín López va ordenar el trasllat del govern espanyol a Figueres. La nit del dia 1 de febrer de 1939 la ciutat es va convertir en seu de les Corts Republicanes i en capital de la República. La sessió del parlament, que va ser nocturna, es va dur a terme al Castell de Sant Ferran i van assistir 62 diputats del total de 473 existents.
El 3 de febrer de 1939 van passar per Figueres una riuada humana de 150.000 persones que anaven cap a França; aquest dia la ciutat i el castell van ser bombardejats 5 vegades i va haver-hi 82 víctimes mortals. Els següents dies el corrent humà que travessava Figueres en direcció França no va aturar-se (per exemple el dia 4 de febrer van passar per la ciutat unes 100.000 persones).
El dia 5 de febrer es va saber a Figueres la marxa cap a França del president de la República Manuel Azaña Díaz, el president de la Generalitat Lluís Companys i Jover, el lehendakari José Antonio Aguirre i Lecube i d'altres membres del govern central i de l'autonòmic; al vespre, els carrers de la ciutat es trobaven totalment deserts, ja que bona part de la població havia marxat de la ciutat fugin dels bombardejos quasi constants i la resta es trobaven amagats en els soterranis de les cases o en els refugis antiaeris (a Figueres n'hi havia uns 15 de públics, l'any 2013 es va redescobrir el de la plaça del Gra que tenia capacitat per a 200 persones). El dia 8 de febrer, a les 8 del vespre, es va produir una gran explosió en el Castell de Sant Ferran, milers de tones de pedra van volar pels aires (algunes a més d'un quilòmetre de distància), va desaparèixer tot un llarg tros de cortina i la monumental porta principal d'estil neoclàssic; els causants d'aquesta terrible explosió van ser els artificiers de l'exèrcit republicà que van destruir bona part del polvorí de la fortalesa perquè no caigués en mans dels franquistes. Aquest mateix dia 8 de febrer de nit les tropes nacionals van entrar a la ciutat. La guerra s'havia acabat per als figuerencs.

##### Figueres durant la dictadura franquista (1939-1975)
El dia 9 de febrer de 1939 la ciutat presentava un aspecte horrorós: morts pels carrers, cases en ruïnes (un 23,4% dels edificis estaven destruïts), focs que no paraven de cremar, carrers bloquejats per les runes, el clavegueram i el subministrament d'aigua no funcionaven, etc., però, a més a més, hi havia la presència d'un exèrcit enemic que havia ocupat la ciutat i un règim dictatorial que volia passar comptes i castigar vençuts. El 19 de febrer de 1939 el Teatre Municipal va ser incendiat, de forma involuntària, per soldats d'un tabor (o batalló de soldats indígenes i oficials espanyols) del Protectorat espanyol al Marroc, que forma part de les unitats de l'exèrcit nacional; i l'edifici va quedar totalment destruït excepte les parets exteriors.
Els anys que van del 1939 fins al 1955 van ser de gran pobresa. El 1949 es van enllestir les obres de reconstrucció de l'església parroquial de Sant Pere, la part nova va ser feta en estil neogòtic per així lligar amb la part conservada que era d'estil gòtic. Entre el 1943 i el 1953 es va dur a terme la construcció del nou hospital.
A finals dels anys 50, però sobretot, a partir del 1960, es produeix una creixent arribada de turisme estranger a la comarca (francesos, alemanys, holandesos, suïssos, etc.); gràcies a la presència, cada vegada major, d'aquests estiuejants forasters es va iniciar una etapa econòmica molt satisfactòria per a Figueres que va destacar com a nucli econòmic i comercial de l'Alt Empordà. També durant els anys 60, i principis dels 70, es produeix amb força el fenomen de l'emigració d'altres zones d'Espanya (andalusos, extremenys, murcians, etc.) cap a Catalunya i cap a aquesta ciutat altempordanesa en particular. La Costa Brava nord anava bé i Figueres creixia i s'enfortia.
L'abril de 1971 es va inaugurar la seu actual del Museu de l'Empordà (que havia estat creat el 1947) a la part baixa de la Rambla figuerenca. Amb l'augment de la població la ciutat va veure com apareixien noves parròquies, a més a més de la més antiga de Sant Pere; així tenim que el 1954 es va crear la de la Immaculada i Sant Pau (l'actual temple va ser consagrat el 1962) i, posteriorment, es van crear les del Bon Pastor (1966), de la Sagrada Família (creada el 1968, l'actual església és del 1989), i la de Santa Maria del Poble Nou (1975).
El 19 de setembre de 1971 la ciutat va patir un temporal de pluja que va descarregar, en només 24 hores, 535 l/m², provocant unes grans inundacions a Figueres i a tota la comarca.
L'11 de maig de 1972 es va inaugurar el Monument a Pep Ventura, a l'actual Plaça President Tarradellas (l'escultura era obra de Llorenç Cairó). L'octubre de 1973 es va inaugurar el segon col·legi públic de Figueres: el Salvador Dalí.

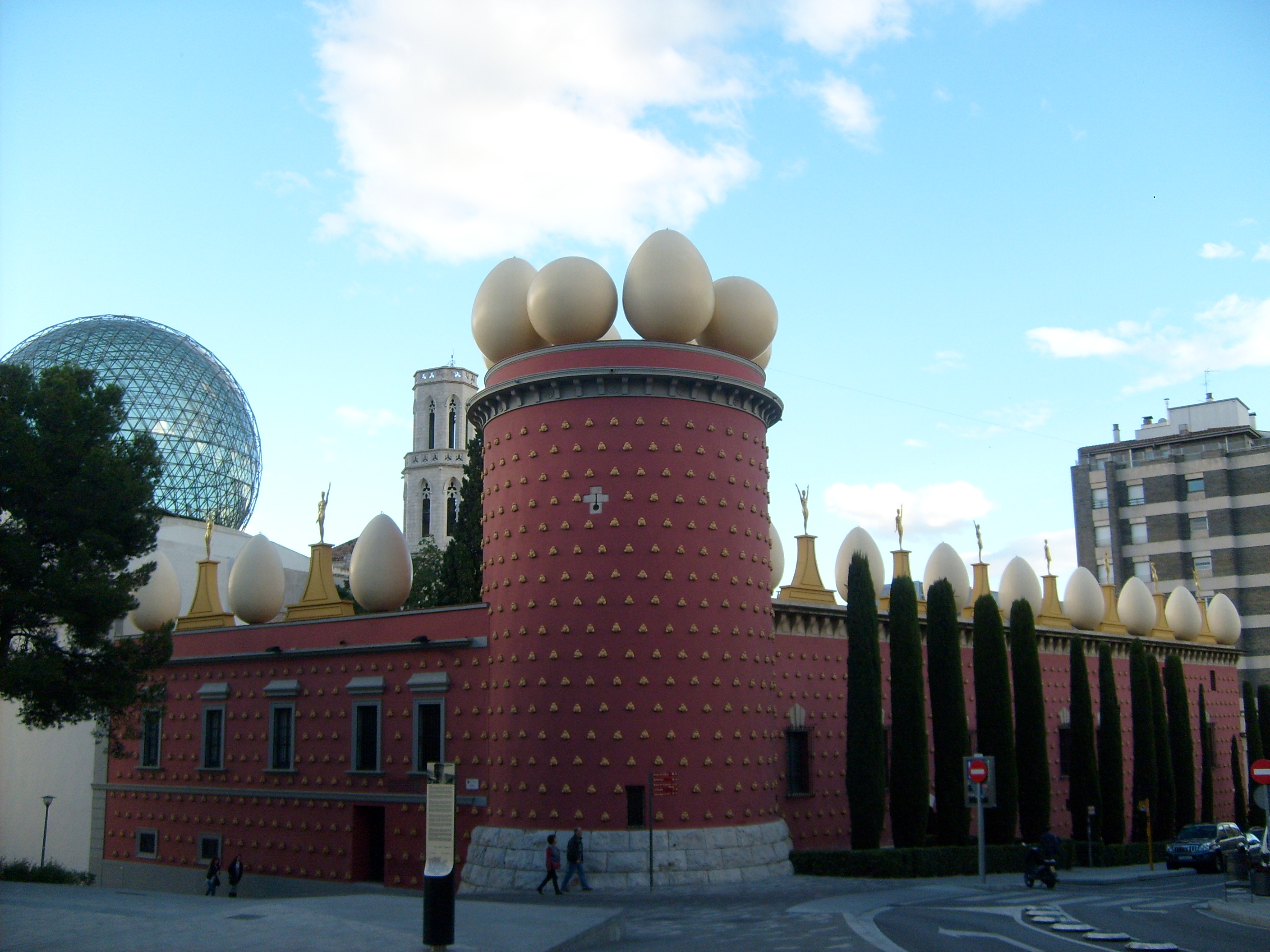
Vista del Museu Dalí de Figueres des de la part alta del carrer Pujada del Castell.

El 28 de setembre de 1974 es va inaugurar el Teatre-Museu Dalí sobre les restes de l'antic Teatre Municipal. L'any següent, el 1975, Figueres va tenir una Escola de Formació Professional, aquest centre va ser prendre el nom del famós inventor figuerenc: Narcís Monturiol. També, l'any 1975, el poble de Vilatenim i el llogaret de Palol de Vila-Sacra (que fins aleshores havien format un municipi) van incorporar-se al municipi de Figueres.
Durant els anys del franquisme la ciutat va anar creixent de poc més de 16.000 habitants fins als 28.000 l'any de la mort del dictador (encara que el creixement més fort va ser del 1960 al 1975).

##### Figueres democràtica (des del 1976)
L'any 1975 la ciutat havia arribat, com ja s'ha esmentat, als 28.102 habitants i seguirà augmentant la població fins a l'actualitat (sobretot durant la primera dècada del segle XXI).
El 15 de desembre de 1976 es va fer la votació del referèndum per a la Reforma Política a Espanya i els figuerencs van votar sí el 75% del cens electoral. En el referèndum del 6 de desembre de 1978 sobre la Constitució els ciutadans de Figueres van votar sí el 61,8% del cens electoral. La votació per aprovar l'Estatut d'Autonomia de Catalunya de 1979 va comptar amb el 52,86% del cens electoral que va votar afirmativament. Les primeres eleccions municipals, el 1979, les va guanyar el Partit dels Socialistes de Catalunya i el primer batlle democràtic va ser en Josep Ma. Ametlla i Peris.
El 1977 es va enllestir la zona de vianants dels carrers del centre històric (aquest projecte es va iniciar el 1969), al voltant de la Plaça de l'Ajuntament.
Ben aviat l'oferta d'escola pública a Figueres va augmentar i va passar, del 1976 al 1984, de tenir només 2 centres a tenir-ne 6. El 1978 es va afegir a l'Institut Ramon Muntaner (que era l'únic que hi havia a Figueres i a tota la comarca) un segon institut que va rebre el nom d'Alexandre Deulofeu.
L'any 1982 es va inaugurar el Museu del Joguet de Catalunya. El 1983 va ser empresonat a la Fortalesa de Sant Ferran (que llavors funcionava com a presó militar) l'extinent coronel de la Guàrdia Civil Antonio Tejero Molina que era un dels màxims representants del frustrat intent de cop d'estat del 23 de febrer de 1981 (més conegut popularment com el 23-F. L'agost de 1986 es va inaugurar l'Estadi Municipal de Vilatenim que va ser el nou camp de la Unió Esportiva Figueres que havia aconseguit la temporada 1985-86 pujar a 2a Divisió A de futbol.
En la dècada dels anys 80 també cal destacar la mort del gran pintor Salvador Dalí (va morir el 23 de gener de 1989 i està enterrat en el seu museu).
Des del punt de vista polític els figuerencs, des del 1979 fins a les eleccions del 2011, s'han decidit bàsicament per dues forces polítiques: Partit dels Socialistes de Catalunya i Convergència i Unió. Així podem trobar quatre etapes en la política municipal: en primer lloc, del 1979 fins al 1987 els vots majoritaris van per al PSC; en segon lloc, del 1987 fins al 1995 la majoria està en mans de CiU; en tercer lloc, del 1995 fins al 2007 els socialistes tornen a gaudir de la majoria (etapa d'en Joan Armangué i Ribas); finalment, del 2007 fins al 2015 els resultats tornen a donar la majoria als convergents (del 2007 fins al 2012, el batlle va ser en Santi Vila i Vicente i, a partir del 2012, la Marta Felip i Torres es va convertir en batllessa).
Durant l'any 2009 Figueres va ser la Capital de la Cultura Catalana. A partir de les eleccions maig de 2019, es va fer un quadripartit amb ERC al capdavant, com a alcaldessa Agnès Lladó.

## Comunicacions
Està ben comunicada perquè, gràcies a la seva situació, des de Figueres es pot anar a la platja, a la muntanya o travessar la frontera franco-espanyola en un interval no superior a la mitja hora. Les principals vies de comunicació són la línia ferroviària de Barcelona a Portbou, i la línia que connecta des de París fins a Figueres amb la xarxa de tren d'alta velocitat, l'autopista AP-7 de Barcelona a la Jonquera, la carretera N-II de Barcelona a França i d'altres vies secundàries que connecten l'Alt Empordà amb el Pla de l'Estany, la Garrotxa i el Baix Empordà.
Distàncies des de Figueres a altres ciutats:
- Aeroport de Girona-Costa Brava: 50 km
- Aeroport del Prat 160 km
- Tarragona: 234 km
- Tolosa: 253 km
- Lleida: 292 km
- Marsella: 373 km
- València: 483 km
- Madrid: 735 km
- Milà: 849 km
- París: 911 km
- Roma: 1207 km
- Amsterdam: 1426 km

## Economia

Escut no oficial de Figueres

Figueres gaudeix d'una situació privilegiada, a la cruïlla de la principal via de comunicació que va de Barcelona al Rosselló i França, i de la ruta que condueix de la costa empordanesa a l'interior del Prepirineu. Aquesta situació l'ha convertit, des d'antic, en un punt de trobada i d'aturada, de viatgers, menestrals i comerciants de tota mena.
L'atractiu comercial de Figueres és gran, sobretot per a la comarca de l'Alt Empordà, que hi ha trobat un centre proveïdor de tots els serveis necessaris, però també per a altres zones pròximes. Tot i que aquest atractiu s'ha matisat darrerament, amb l'auge d'altres localitats i la competència de Girona i Olot, Figueres continua sent un reclam setmanal important per a la seva comarca, que hi acudeix setmanalment a mercat (els dijous).
El desenvolupament del turisme ha afavorit la ciutat. Anualment, visiten Figueres molts dels turistes que travessen la frontera i aprofiten per fer-hi una petita aturada, i també molts veïns nord-catalans i francesos.
Actualment, el principal sector econòmic de Figueres és el sector terciari. La restauració, l'alimentació i tots els comerços i serveis que ofereix la ciutat hi representen un 75% de l'activitat econòmica. El sector comercial, tradicionalment de petites superfícies, s'ha començat a renovar i modernitzar en els darrers anys.

## Demografia
És la ciutat més poblada de la comarca, amb 45.262 habitants, xifra que representa un terç de la població total de la comarca. Té una extensió de 19,38 km².
| Entitat de població | Habitants (2023) |
| Figueres            | 47.253           |
| Vilatenim           | 612              |
| Palol               | 14               |
| Font: Idescat       |                  |

| 1497 f | 1515 f | 1553 f | 1717  | 1787  | 1857   | 1877   | 1887   | 1900   | 1910   |
| ------ | ------ | ------ | ----- | ----- | ------ | ------ | ------ | ------ | ------ |
| 165    | 169    | 218    | 1.989 | 5.713 | 10.645 | 11.956 | 12.116 | 10.922 | 12.238 |

| 1920   | 1930   | 1940   | 1950   | 1960   | 1970   | 1981   | 1990   | 1992   | 1994   |
| ------ | ------ | ------ | ------ | ------ | ------ | ------ | ------ | ------ | ------ |
| 13.470 | 14.362 | 16.614 | 16.841 | 17.797 | 22.557 | 30.532 | 34.463 | 34.907 | 34.907 |

| 1996   | 1998   | 2000   | 2002   | 2004   | 2006   | 2008   | 2010   | 2012   | 2014   |
| ------ | ------ | ------ | ------ | ------ | ------ | ------ | ------ | ------ | ------ |
| 33.157 | 33.600 | 34.023 | 35.174 | 37.032 | 39.641 | 42.809 | 44.255 | 45.262 | 45.444 |

| 2016   | 2018   | 2020   | 2022   | 2024   | 2026 | 2028 | 2030 | 2032 | 2034 |
| ------ | ------ | ------ | ------ | ------ | ---- | ---- | ---- | ---- | ---- |
| 45.726 | 46.381 | 47.235 | 47.088 | 48.875 | -    | -    | -    | -    | -    |

En el cens del 1975 s'incorpora Vilatenim i Palol, antic municipi.

## Política

### Eleccions municipals 2019
| Candidatura | Candidatura         | Cap de llista  | Vots  | Regidors | % vots |
| ----------- | ------------------- | -------------- | ----- | -------- | ------ |
|             | Junts per Catalunya | Jordi Masquef  | 5108  | 8        | 32.53  |
|             | ERC                 | Agnès Lladó    | 3232  | 5        | 20.58  |
|             | GF-Amunt CUP        | José Castellón | 1046  | 1        | 6.66   |
|             | PSC                 | Pere Casellas  | 2489  | 4        | 11.97  |
|             | Ciutadans (C's)     | Héctor Amelló  | 1384  | 2        | 8.81   |
|             | Canviem Figueres    | Xavier Amiel   | 1046  | 1        | 6.66   |
| Total       | Total               | 15763          | 15763 | 21       |        |

### Eleccions al Parlament de Catalunya
| Candidatura | Candidatura   | Cap de llista          | Vots   | Regidors | % vots |
| ----------- | ------------- | ---------------------- | ------ | -------- | ------ |
|             | CiU           | Artur Mas              | 5.923  |          | 36,47  |
|             | PPC           | Alicia Sánchez-Camacho | 2.504  |          | 15,41  |
|             | ERC           | Oriol Junqueras        | 2.349  |          | 14,46  |
|             | PSC           | Pere Navarro           | 1.807  |          | 11,12  |
|             | ICV-EUiA      | Joan Herrera           | 906    |          | 5,57   |
|             | C's           | Albert Rivera          | 821    |          | 5,05   |
|             | CUP           | David Fernández        | 716    |          | 4,4    |
|             | Altres        |                        | 983    |          | 10,46  |
|             | Vots en blanc |                        | 230    |          | 1,41   |
| Total       | Total         | 16.352                 | 16.352 |          |        |

| Candidatura | Candidatura   | Cap de llista  | Vots   | Regidors | % vots |
| ----------- | ------------- | -------------- | ------ | -------- | ------ |
|             | Junts pel Sí  | Lluís Llach    | 8.180  |          | 44,34  |
|             | C's           | Jean Castel    | 3.430  |          | 18,59  |
|             | PPC           | Enric Millo    | 1.918  |          | 10,40  |
|             | PSC           | Rafel Bruguera | 1.846  |          | 10,01  |
|             | CUP           | Benet Salellas | 1.454  |          | 7,88   |
|             | Catsiqueespot | Marc Vidal     | 912    |          | 4,94   |
|             | Altres        |                | 606    |          | 3,28   |
|             | Vots en blanc |                | 104    |          | 0,56   |
| Total       | Total         | 18.537         | 18.537 |          |        |

| Candidatura | Candidatura         | Cap de llista       | Vots   | Regidors | % vots |
| ----------- | ------------------- | ------------------- | ------ | -------- | ------ |
|             | C's                 | Jean Castel         | 5.848  |          | 29,15  |
|             | Junts per Catalunya | Gemma Geis          | 5.196  |          | 25,90  |
|             | ERC-CatSí           | Dolors Bassa        | 4.067  |          | 20,28  |
|             | PSC                 | Rafel Bruguera      | 2.005  |          | 10,00  |
|             | PPC                 | Maria Àngels Olmedo | 1.023  |          | 5,10   |
|             | CUP                 | David Fernández     | 816    |          | 4,07   |
|             | Catsiqueespot       | Llorenç Planagumà   | 778    |          | 3,88   |
|             | Altres              |                     | 208    |          | 1,03   |
|             | Vots en blanc       |                     | 118    |          | 0,58   |
| Total       | Total               | 20.172              | 20.172 |          |        |

## Llocs d'interès
- Declarats béns culturals d'interès nacional:
  - El castell de Sant Ferran
  - Torre Gorgot, seu del Teatre-Museu Dalí
  - Església fortificada de Vilatenim
- Sant Pere de Figueres

## Tradicions i cultura
La festa major de Figueres se celebra el 3 de maig amb motiu de les Fires de la Santa Creu. El 29 de juny se celebra la festa petita, amb motiu de la diada del patró de la ciutat, sant Pere. Figueres compta amb un destacat conjunt de gegants i capgrossos.
Figueres acull la seu de:
- L'Arxiu Comarcal de l'Alt Empordà
- L'Orquestra de Cambra de l'Empordà
- La Biblioteca Comarcal Fages de Climent
- La Unió Esportiva Figueres
- La Fundació Esportiva Figueres
- El Club Bàsquet Adepaf
- El Casino Menestral Figuerenc
- L'Associació de Familiars de Represaliats pel Franquisme
- Joventuts Musicals de Figueres

### Museus i teatres
- El Museu del Joguet de Catalunya[14]
- El Museu de l'Empordà
- El Museu de la Tècnica de l'Empordà
- El Teatre-Museu Gala Salvador Dalí. Inaugurat el 1974. El van construir a l'antic Teatre de Figueres. Té un ampli ventall d'obres que mostren la trajectòria de Salvador Dalí, des de les primeres obres fins a les dels últims anys de la seva vida.
- Teatre Municipal El Jardí
- Col·lecció particular de rellotges de Martí Amiel
- Museu Endesa o de l'Electricitat.

### Festes i festivals
- Fires i Festes de la Santa Creu i Embarraca't: El programa d'actes de les Fires i Festes de Figueres és extensíssim i comprèn música i balls de diferents gèneres i procedències, teatre, concursos diversos, fires (d'antiguitats, de productes alimentaris, d'artesania, de llibres d'ocasió, etc.), un bon grapat d'exposicions i centenars d'activitats esportives que conviuran amb el conegut festival de música Embarraca't. El dia central de la festa 3 de maig, el dia de la Santa Creu, té lloc l'ofici solemne i el tradicional pilar caminat dels Castellers de Figueres. Després se celebra el concurs de les Creus de Maig un dels actes que origina les festes de la Santa Creu.
- El Festival de Jazz de Figueres és un festival anual de Jazz que es fa a la capital de l'Alt Empordà. Està organitzat pels Joventuts Musicals de Figueres i actualment se celebra al Teatre Jardí i al Cercle Sport.[15]
- Festival Còmic El Festival Còmic de Figueres és un esdeveniment ideat per a fer de Figueres millor ciutat i del món, un lloc millor. Es tracta d'una programació anual basada en les arts escèniques però oberta a tot tipus de propostes que tinguin el bon humor, la comèdia i l'alegria de viure com a leitmotiv.
- Acústica:[16] Festival musical que se celebra a Figueres a finals d'agost i/o principis de setembre. L'organitza Promoartsmusic.
- Festival Figueres es MOU - Dansa i moviment - organitzat per l'entitat AGITART. Se celebra durant la primera setmana de Juliol des de l'any 2012.
- Festicurts : festival internacional de curtmetratges de Figueres organitzat per ACAT.

### Mitjans de comunicació
- Setmanari de l'Alt Emporda. Nascut el 4 de gener del 1978. És el segon setmanari d'informació comarcal de Catalunya en difusió, segons l'Oficina de Justificació de la Difusió i la primera revista en català de tota la província, segons el Baròmetre de la Comunicació i la Cultura. Es publica els dimarts.
- Hora Nova és el periòdic independent de l'Alt Empordà. La primera capçalera, amb més de 30 anys d'història. Es publica cada dimarts i cada divendres.
- Tramuntana TV. Televisió online creada el 23 d'abril del 2006. Ofereix vídeonotícies de Figueres i l'Alt Empordà.
- Ràdio Ser Empordà. Emissora que va començar a emetre el dia 15 d'abril de 1984 en el dial de FM 94.5. Els estudis estaven situats al carrer Sant Pau de Figueres i Jordi Costa n'era el director. La programació era bàsicament autònoma i s'emetien informatius comarcals tres cops al dia. L'emissora es va fer molt popular retransmetent els partits de futbol de la UE Figueres. Del 30 de juny de 1988 al 29 d'agost de 1991, Ràdio Ser Empordà va emetre un programa que va tenir molt d'èxit anomenat "La Ràdio al Sol". El dia 1 de setembre de 1993 l'emissora es va convertir en M 80 Sèrie d'Or.[17][18][19]

## Figuerencs destacats
Categoria principal: Figuerencs
Alguns figuerencs destacats, d'origen i d'adopció:
- Josep Canaleta Heras (n. 1972), escultor i creador del monument a Lluís Companys i Jover d'aquesta vila.
- Bernat Jaume (segles XIII-XIV), fundador del primer hospital de Figueres[20]
- Cresques Elies (segle XIV), metge jueu de Pere III el Cerimoniós[21]
- Abdó Terrades i Paulí (1812-1856), polític republicà
- Josep “Pep” Ventura, (1817 - 1875), músic i compositor de sardanes
- Josep Maria Martí i Julià (1818-1897), batlle de Figueres (1875-1877).
- Narcís Monturiol i Estarriol (1819-1885), enginyer, polític i inventor del submarí Ictíneu
- Damas Calvet i de Budallés (1836-1891), enginyer, poeta i dramaturg
- Teodor Baró i Surera, (1842 - 1916), polític, periodista, escriptor i dramaturg
- Santiago Mundí i Giró (1842-1915) científic.
- Pau Pastells i Vila (1846-1932) jesuïta i historiador filipinista
- José Marina Vega (1850-1926) Militar espanyol, ministre de la guerra dues vegades i senador vitalici
- Ramon Mandri i Campamar (1851-1927), apotecari, creador del Cerebrino Mandri[22]
- Albert Cotó i Fita (1852-1906), intèrpret de piano, director d'orquestra i compositor
- Martín Pastells i Papell (1856-1926),arquitecte i professor d'arquitectura
- Vicenç Ros i Marisch (1859-1937), industrial i polític, alcalde de Figueres (1920-1923)
- Frederic Gironella (1869-1948), escriptor i periodista
- Josep Pous i Pagès (1873-1952), escriptor, periodista i polític
- Antoni Juncà i Soler (1875-1952), músic
- Carles Jordà i Fages (1883-1935), polític
- Josep Puig i Pujades (1883–1949), polític i escriptor
- Ramon Noguer i Comet (1886 - 1969), advocat i polític d'ideologia republicana
- Delfí Dalmau i Gener (1891-1965), pedagog i lingüista
- Mercedes Moner Raguer (1892-1991), pianista
- Joan Carandell Pericay (1893-1937), gèoleg i catedràtic d'Història Natural
- Joaquim Xirau i Palau (1895 - Mèxic 1946), filòsof
- Martí Vilanova i Purcallas (1896-1930), polític
- Eduard Rodeja i Galter (1896–1968), historiador[23]
- Jaume Maurici i Soler (1898-1972?), poeta
- Antoni Xirau i Palau (1898 - 1976), polític i advocat
- Martí Vilanova i Purcallas (1896-1930), polític
- Jaume Maurici i Soler (1898-1972?), poeta
- Carles Mauné i Alai, (1899 - 1985), músic i compositor
- Carles Fages de Climent (1902-1968), escriptor, poeta i periodista
- Carles Varela i Burch (1902-1973), lingüista i articulista d'ideologia republicana
- Alexandre Deulofeu i Torres (1903-1978), farmacèutic, polític i filòsof
- Camil·la Lloret Altafulla (1903-1998), pianista i professora
- Salvador Dalí Domènech (1904–1989), pintor surrealista i escriptor
- Francesc Basil i Oliveras (1905-1975), compositor de sardanes
- Jaume Miravitlles i Navarra (1906-1988), polític i escriptor
- Joaquim Collar i Serra (1906-1933), militar i aviador
- Maria dels Àngels Vayreda i Trullol (1913-1977), escriptora
- Josep Pallach i Carolà, (1920-1977), mestre, pedagog i polític
- Florenci Mauné i Marimont, (1925-1995), músic, compositor de sardanes i director d'orquestres
- Carme Guasch i Darné (1928-1998), poetessa i escriptora
- Pere Portabella i Ràfols (1929-), director de cinema
- Josep Maria Bernils i Mach (1929-2011) historiador, cronista oficial de Figueres.
- Maria Àngels Anglada i d'Abadal (1930-1999), escriptora
- Emili Casademont i Comas (1936-2012), periodista i escriptor
- Aïda Lorenzo Rosa (1937-), activista antifranquista
- Jaume Cristau i Brunet (1940-) músic, compositor de sardanes i director de cobla.
- Pep Subirós Puig (1947- 2016), filòsof i escriptor
- Lluís Peñaranda (1947-2010), pintor, il·lustrador i artterapeuta.
- José María López Sanfeliu (1952-), músic conegut com a Kiko Veneno
- Jordi Balló i Fantova (1954-) professor universitari i actual director d'exposicions del CCCB
- Teresa Compte i Massachs (1954-), fiscal en cap del Tribunal Superior de Justícia de Catalunya[24]

- Esther Llorenç (1962), activista antifranquista
- Vicenç Pagès Jordà (1963-), escriptor.
- Toni Soler i Guasch (1965-), periodista i presentador de ràdio i televisió
- Sebastià Roig (1965-), escriptor.
- Angélica Gonzalez (1966-), dramaturga, actriu i performer coneguda com a Angélica Liddell[25]
- Mónica Naranjo Carrasco (1974-), cantant
- Dídac Lee i Hsing (1974-,) emprenedor
- Sara Miquel (1984-), actriu
- Joel González (1989-), taekwondista